# Biserica de lemn din Chețani

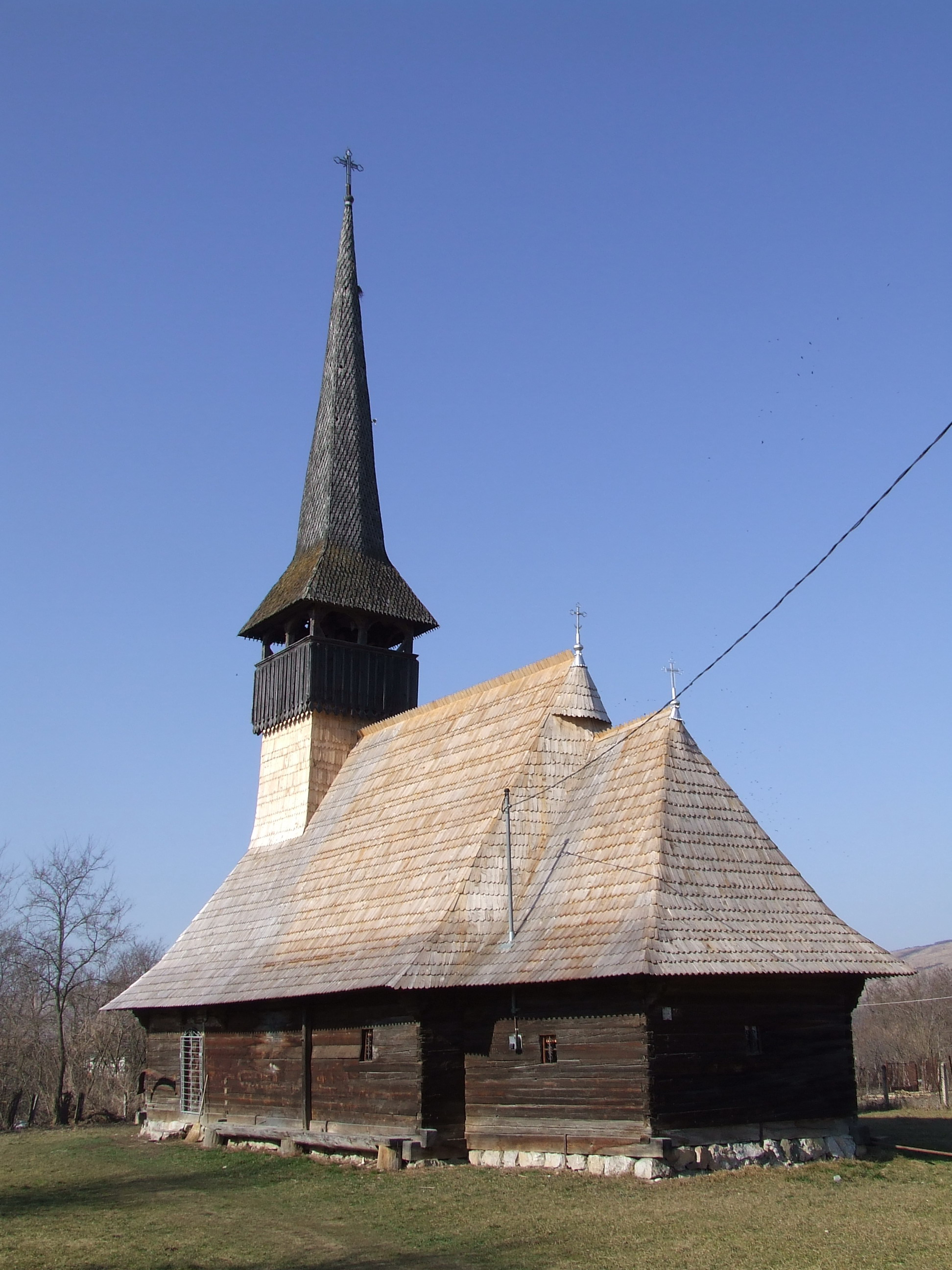
Biserica de lemn din Cheţani

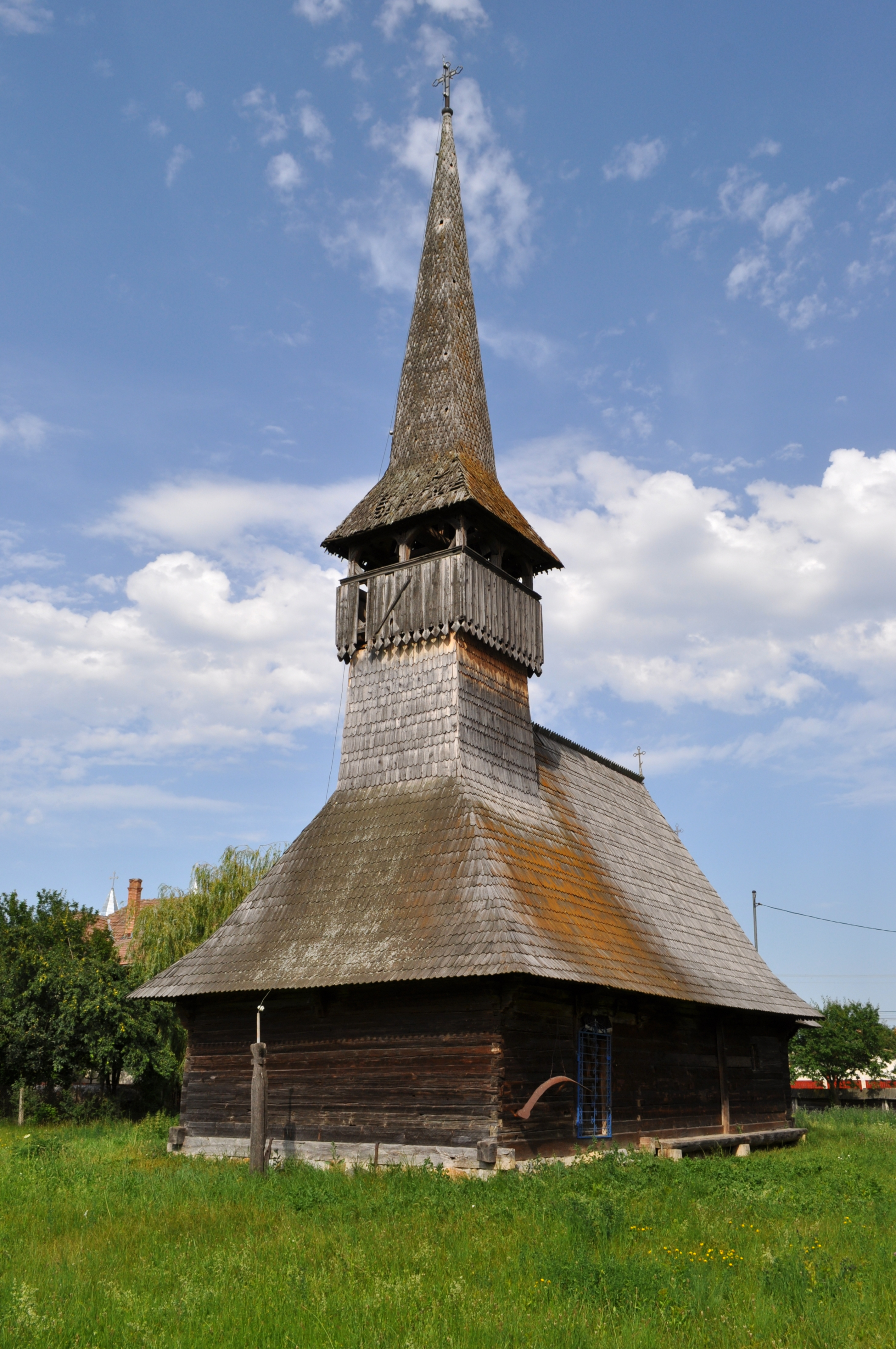
Biserica de lemn „Sfinții Arhangheli Mihail și Gavriil” din Cheţani, judeţul Mureş, foto: iunie 2014.

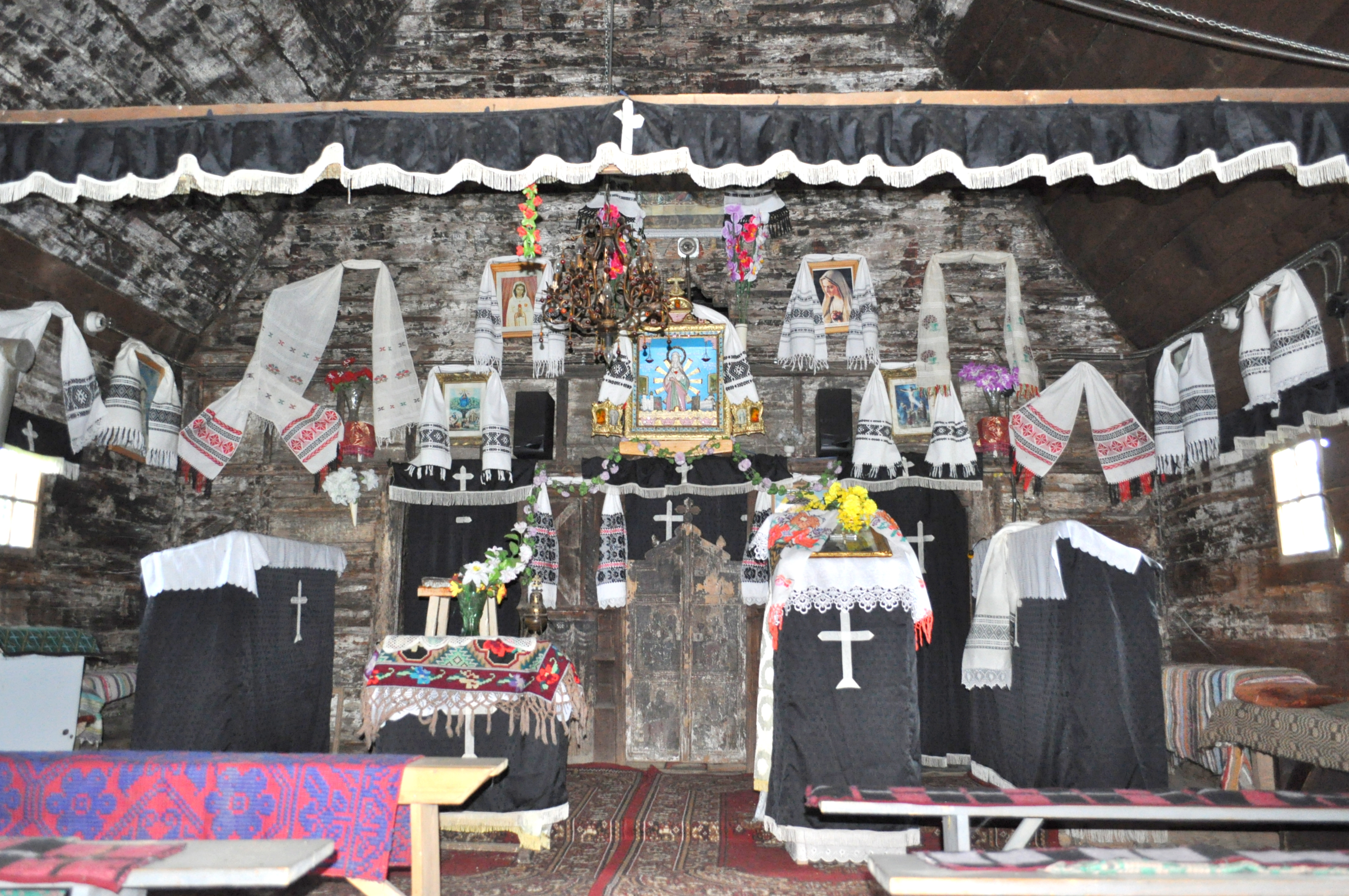
Nava spre iconostas

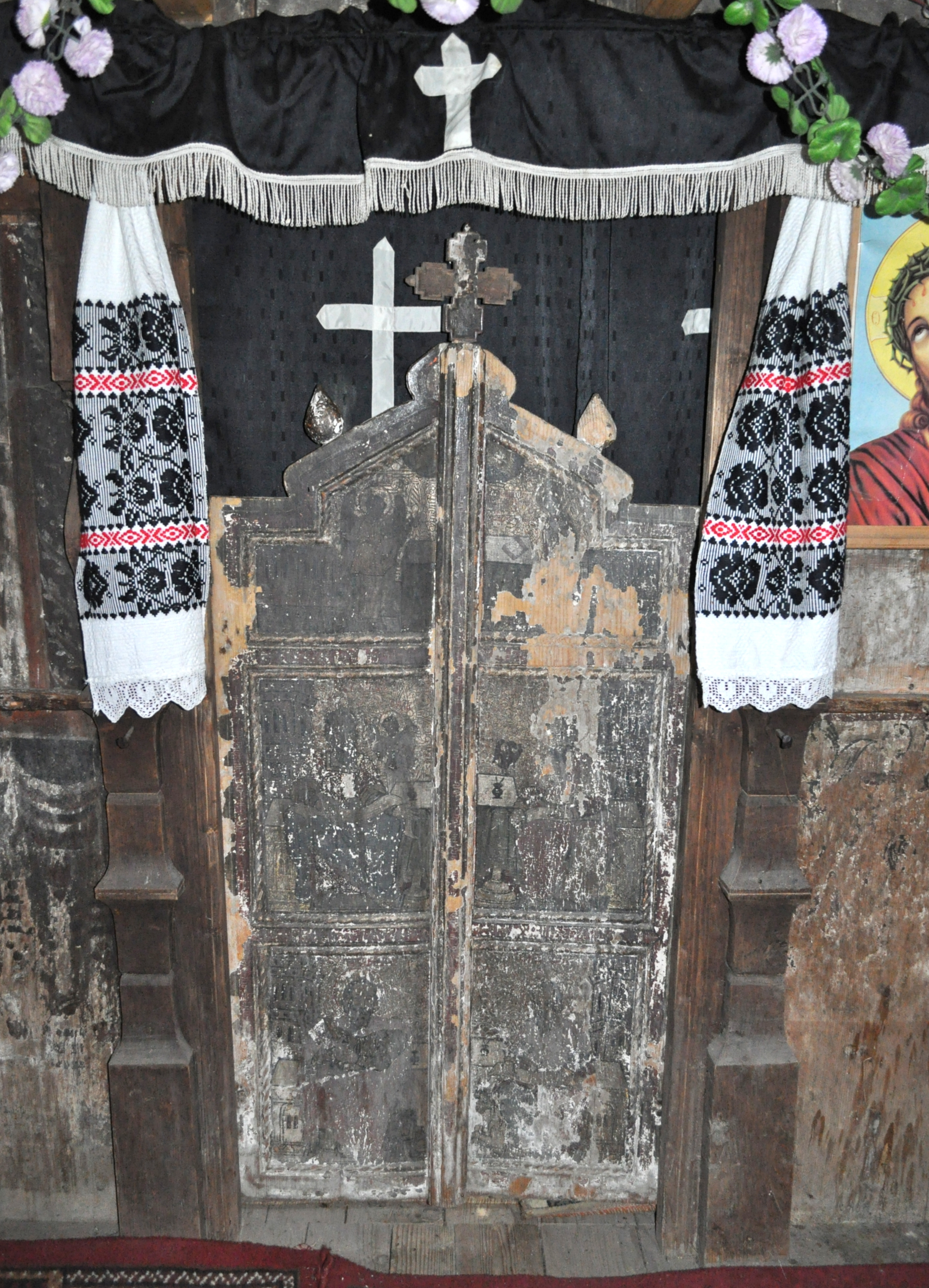
Uşile împărăteşti

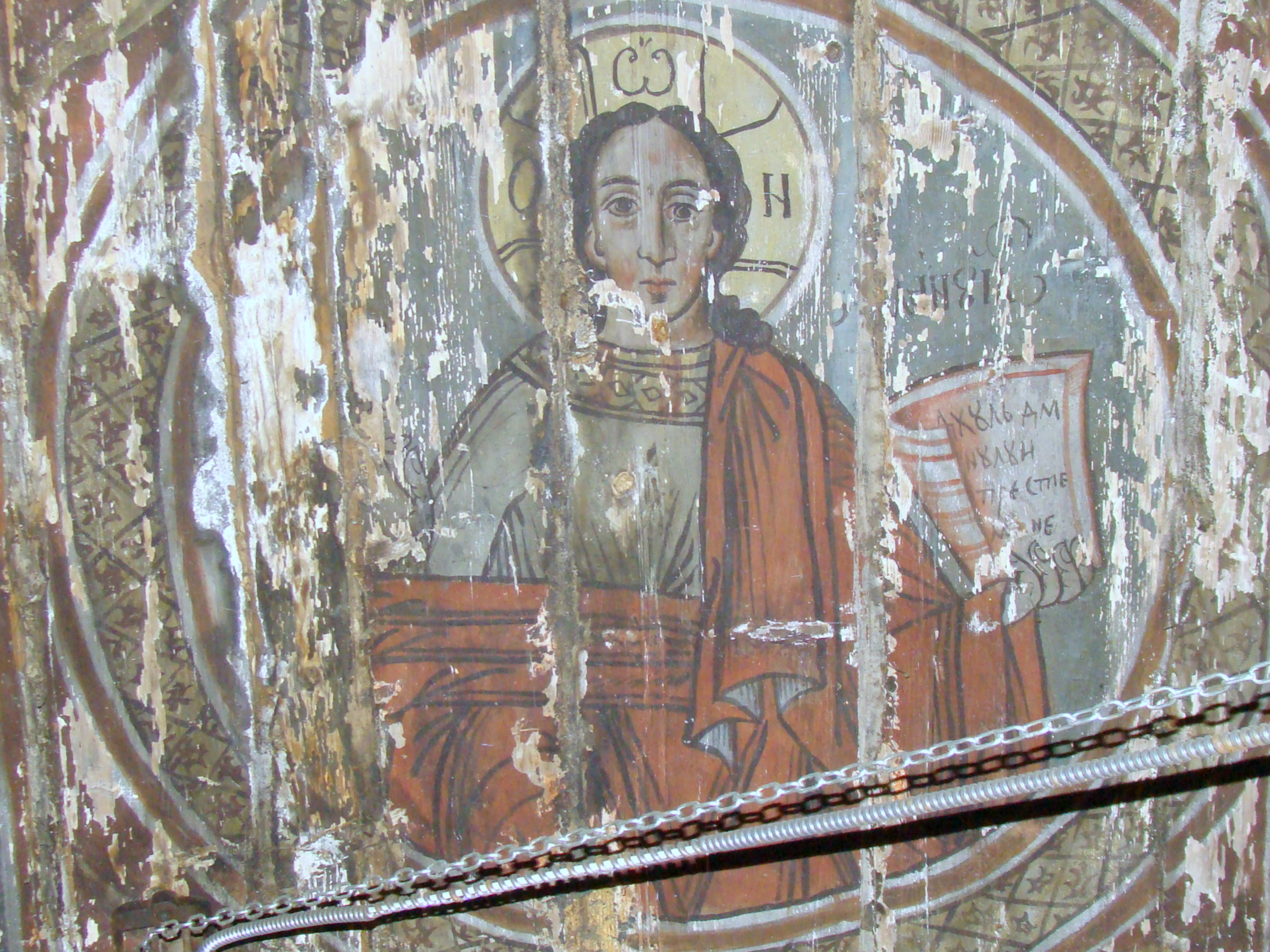
Pictura interioară: Iisus Hristos (bolta naosului)

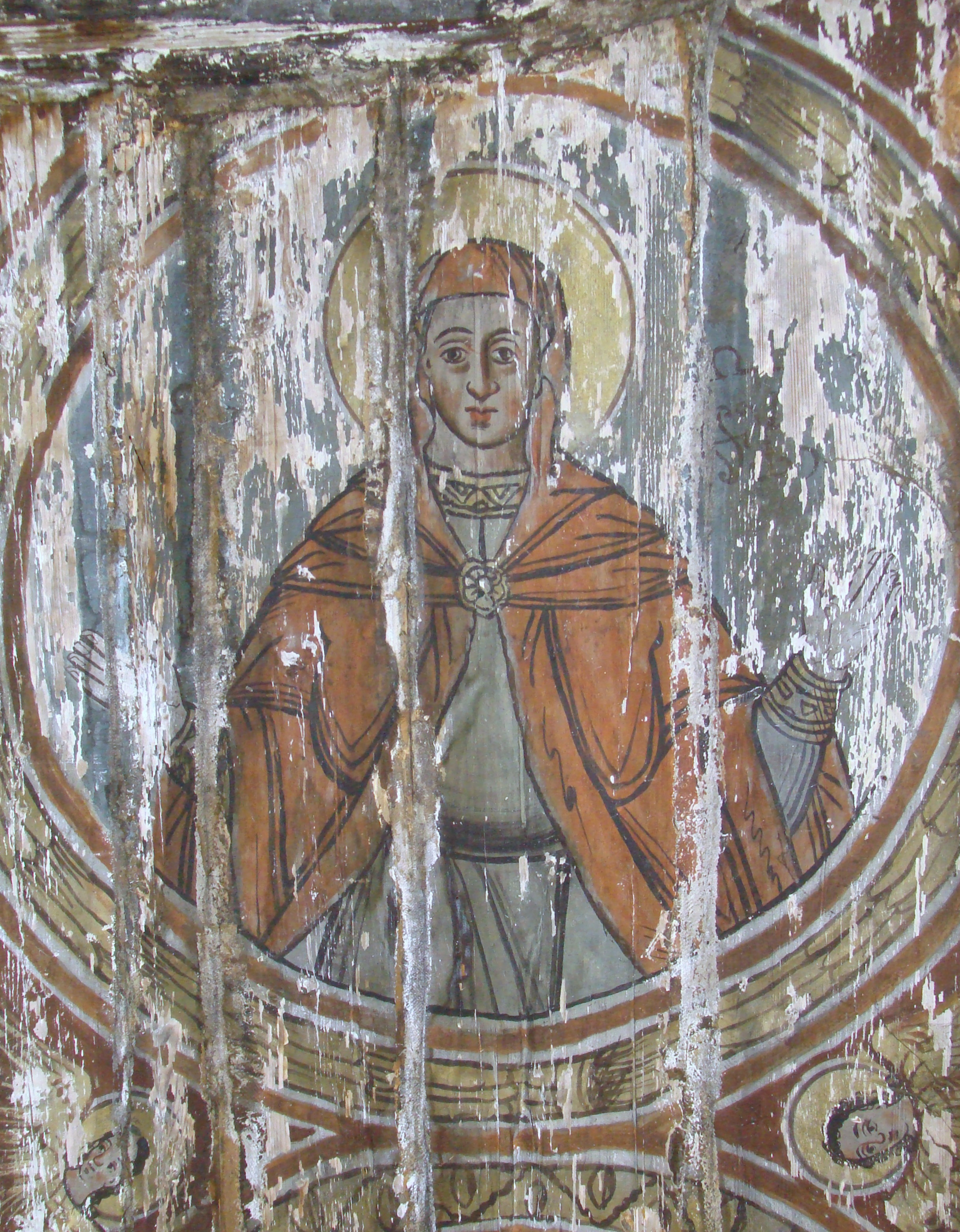
Pictura interioară: Maria orantă (bolta naosului)

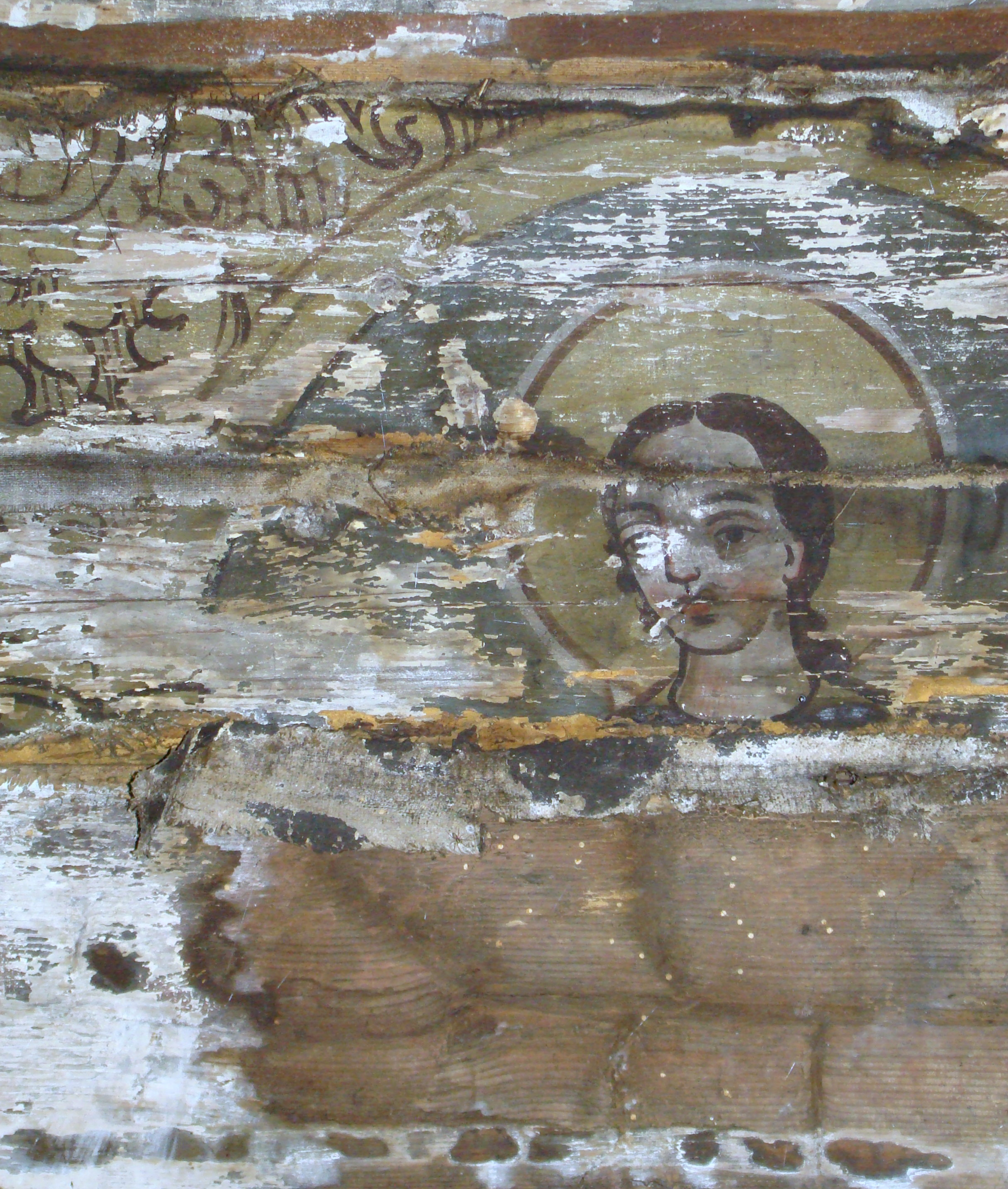
Fragment de pictură parietală: mucenic (detaliu)

Biserica de lemn din Chețani, comuna Chețani, județul Mureș, datează din secolul al XVIII-lea. Are hramul „Sfinții Arhangheli Mihail și Gavriil”. Biserica se află pe noua listă a monumentelor istorice sub codul LMI:  MS-II-m-B-15626.

## Istoric și trăsături
Biserica a fost ridicată în prima parte a secolului al XVIII-lea, înlocuind o biserică mai veche, pentru care tradiția păstra data de 1444. În Conscripția lui Bucow este înscrisă în rubrica celor ortodoxe, cu 85 de familii, având în posesie 12 arii de pământ arabil, 14 fânețe și două case parohiale.
„La 2 august 1765, se relata lui Dionisie Novacovici, episcopul neuniților din Transilvania, despre biserica „din satul neunit Chiața, bună de leamni", cum un dregător unit, a guvernatorului Kemeny Laszlo „au început acum, tot din lemn, altă biserică lângă aceea și nu știm cu a cui voie și oamenii sunt întristați, pentru același lucru".
Construcția începută nu se termină și numai recurgerea la forță poate face de înțeles faptul că puternicei obști ortodoxe i se ia propriul lăcaș, pentru puținele gazde unite (5 menționate în conscripția din 1760-1762).”—Ioana Cristache-Panait, Biserici de lemn monumente istorice din Episcopia Alba Iuliei, mărturii de continuitate și creație românească
Evenimentul a avut loc în anul 1779, probabil în același an lăcașul a fost pictat, făcându-i-se și o serie de icoane, dintre care a rămas aceea cu reprezentarea lui Isus Hristos învățător  pe care Ioana Cristache-Panait o atribuie lui popa Nicolae zugravul, cel pe care îl consideră și autorul decorației pictate. Ea atribuie aceluiași autor și friza de prăznicare, din care face parte și Năframa Veronicăi, datată 1807, cu prilejul renovării picturii murale.

În prezent pictura murală este grav deteriorată, datorită lungii perioade în care lăcașul de cult a fost lăsat în paragină: 
„Din pictura murală, vremea de părăginire a lăcașului a cruțat puține fragmente. Coloritul pastelat continuă să dea vioiciune mucenițelor, zugrăvite pe pereții de sud și vest ai pronaosului. Încăperea naosului a suferit cele mai însemnate pierderi, fiind necesară înlocuirea multor bârne. Din ceea ce a rămas, din pictura bolții, se reconstituie următoarele registre, delimitate prin chenare în panglici: medalioanele centrale; mucenici, în arcade; ciclul hristologic (mai bine păstrat pe latura de sud).”—Ioana Cristache-Panait, Biserici de lemn monumente istorice din Episcopia Alba Iuliei, mărturii de continuitate și creație românească
O valoare mare o prezintă patrimoniul de piese pictate, anterior preluării edificiului de către uniți, piese nesemnate, din serii diferite, greu de identificat, dintre care se detașează, ușile împărătești cu tema Bunei Vestiri și a Evangheliștilor, în panouri delimitate prin chenare, în frânghie și profile, cu decor floral incizat într-o compoziție de grund, și icoanele împărătești: Deisis (cu Maria și Ioan redați în întregime); Maica Domnului cu Pruncul; Arhanghelul Mihail; Sfântul Nicolae (cu Isus și Maria), care, stilistic, pot fi atribuite perioadei de la sfârșitul secolului al XVII-lea - începutul secolului al XVIII-lea - sau se datorează unui zugrav a cărui formație a avut loc în avea vreme.
Biserica are un plan dreptunghiular, cu absida decroșată, pătrată (cu o ușoară tendință spre trapez). Tavanul este drept peste pronaos și boltit peste naos și altar. Intrările, spre naos și absidă, sunt marcate prin pilaștrii crestați, într-o suprapunere de forme geometrice; pentru decorul sculptat merită a fi menționate și consolele pereților exteriori. Acoperișul are o învelitoare de șiță, iar clopotnița de peste pronaos, cu foișor în consolă și coif înalt, ascuțit, imprimă edificiului o ținută monumentală.
Din patrimoniul bisericii au făcut parte o serie de tipărituri valoroase, multe provenite de la sud de Carpați: Cazanii, București, 1732; două exemplare din Antologhionul de Râmnic, 1766, dintre care unul fusese cumpărat, conform însemnării „cu 20 florinți vonași, în care bani au dat dumnealui Bucur Dumitreasa, Ioana, 12 florinți, și din banii satului au fost 8 florinți vonași, pe seama bisericii neunite a satului Chețani, 17 aprilie 1803"; Psaltire, Râmnic, 1751; Octoihul de Târgoviște, 1713, inițial „a lui popa Ioan de la Petea, dascălul".
După ce le-a fost luat lăcașul de cult, ortodocșii și-au construit altul, tot din lemn, care a dăinuit, în cimitirul actual, până în 1927.
Biserica la care face referire acest articol a fost dată în folosință, de autoritățile comuniste, bisericii ortodoxe. Recent, ea a reintrat în posesia micii comunități greco-catolice din Chețani. Au fost construite o poartă de acces în curtea bisericii și un gard împrejmuitor și a fost refăcută învelitoarea de șiță.

## Imagini din exterior

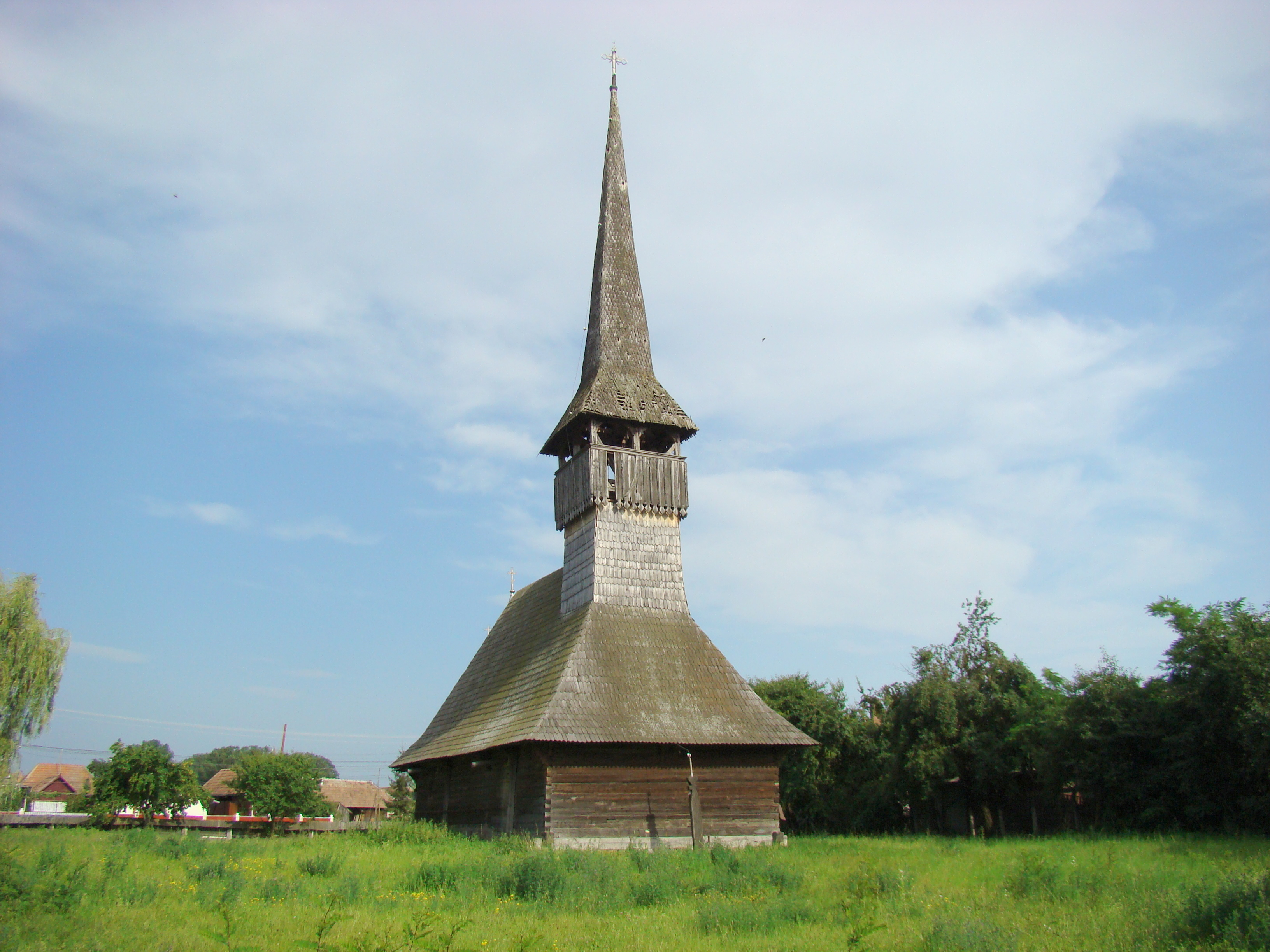
Biserica (nord-vest)
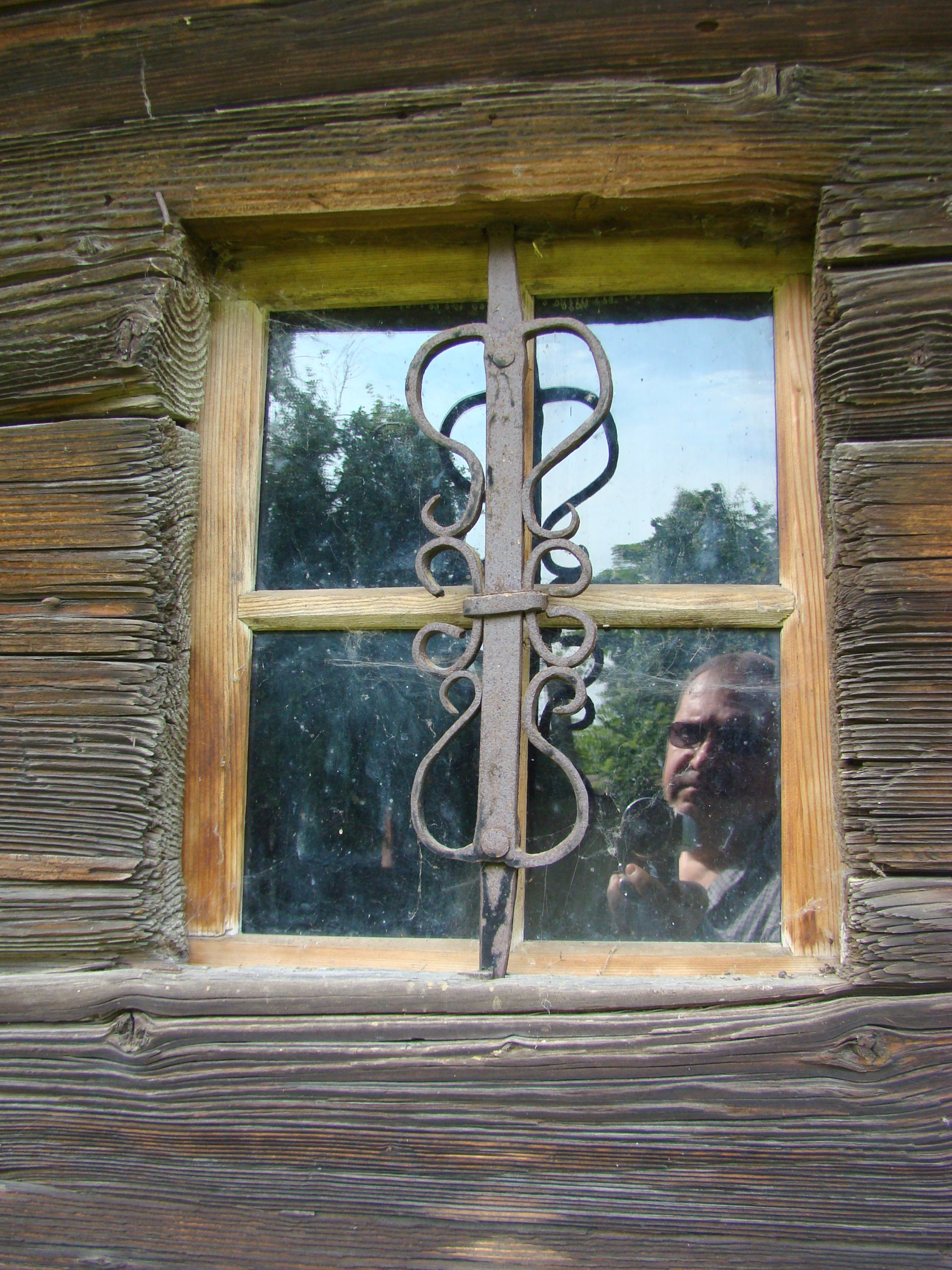
Fereastră
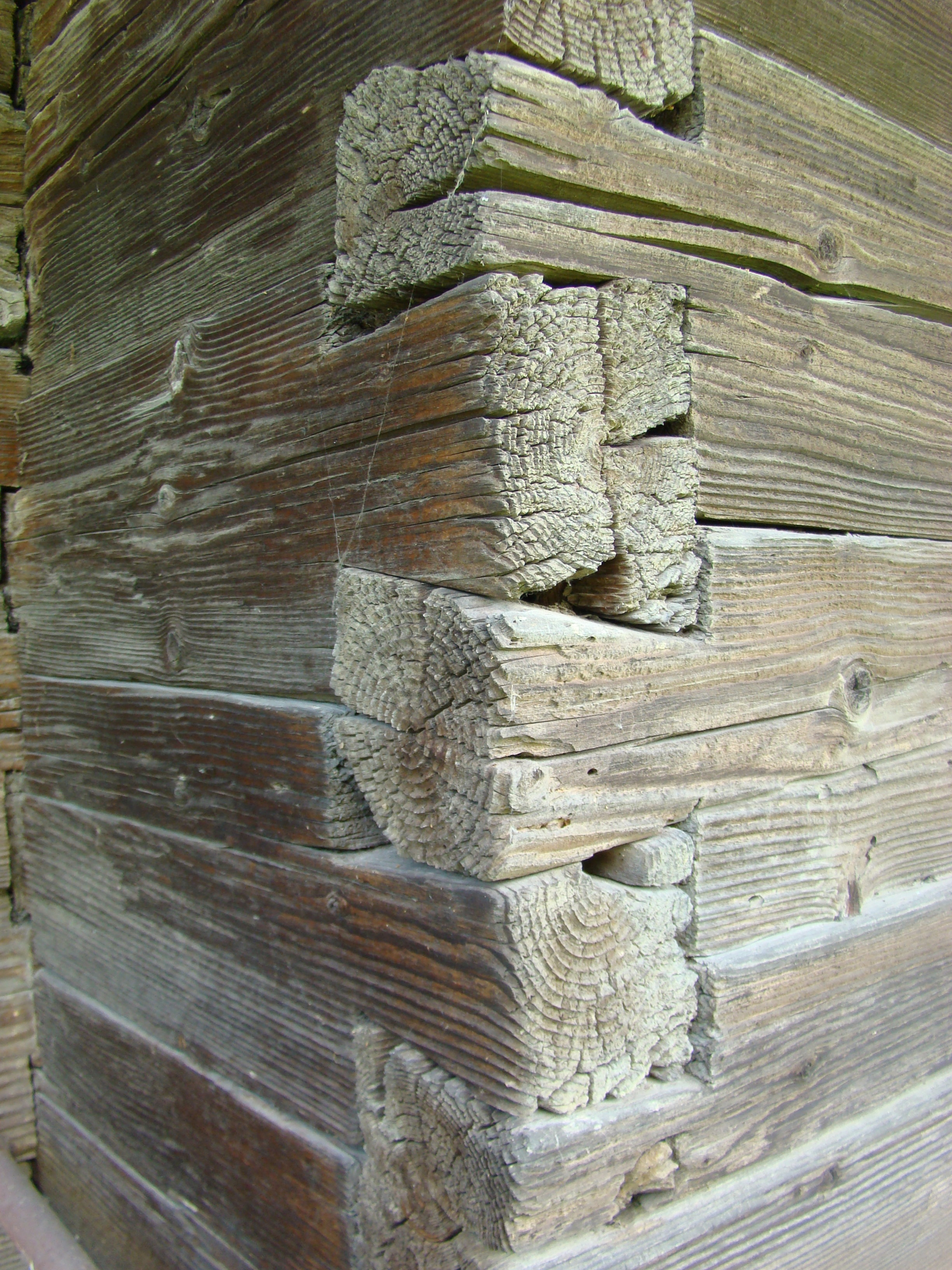
Îmbinări
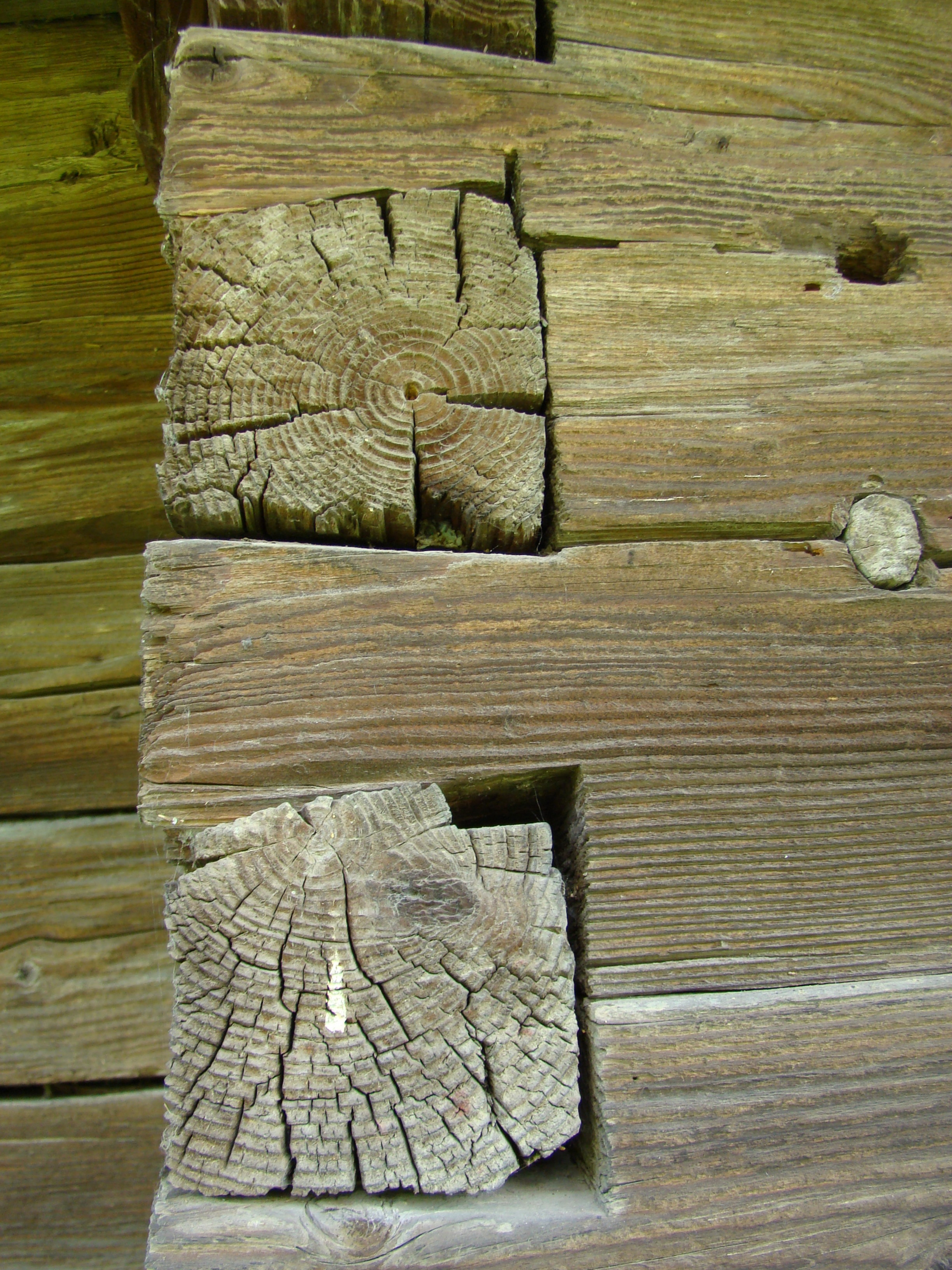
Îmbinări
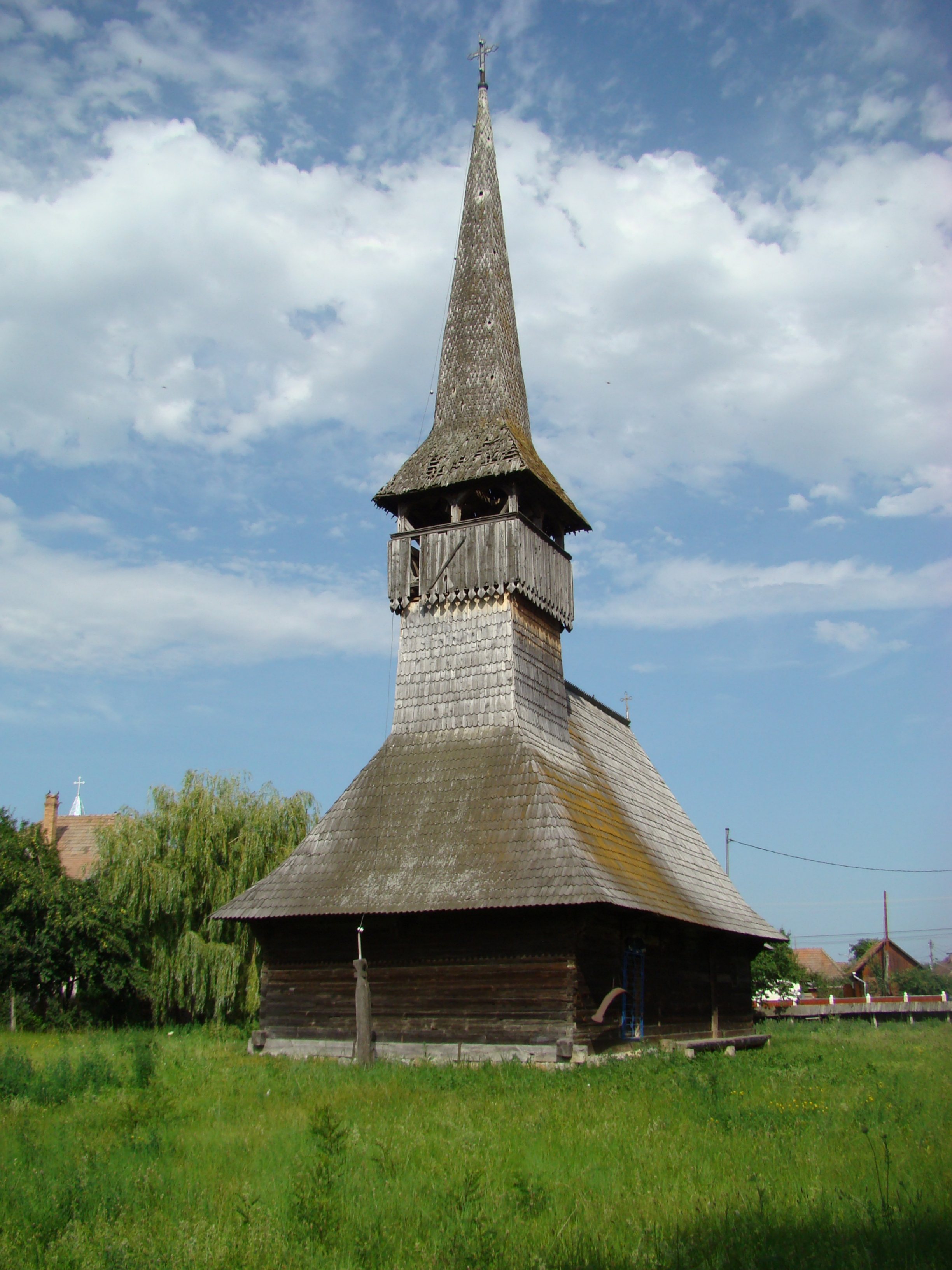
Biserica (sud-vest)
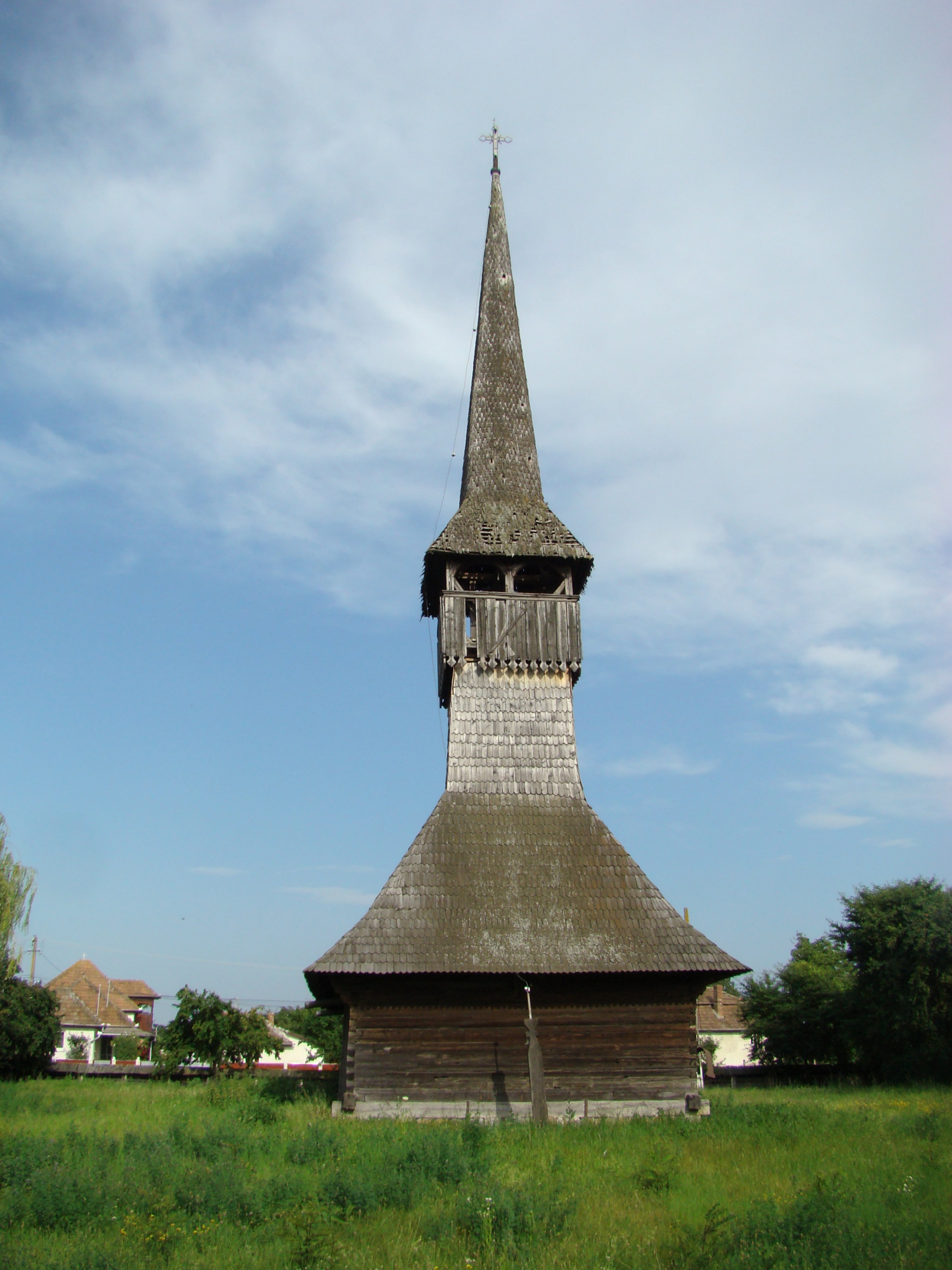
Biserica (vest)
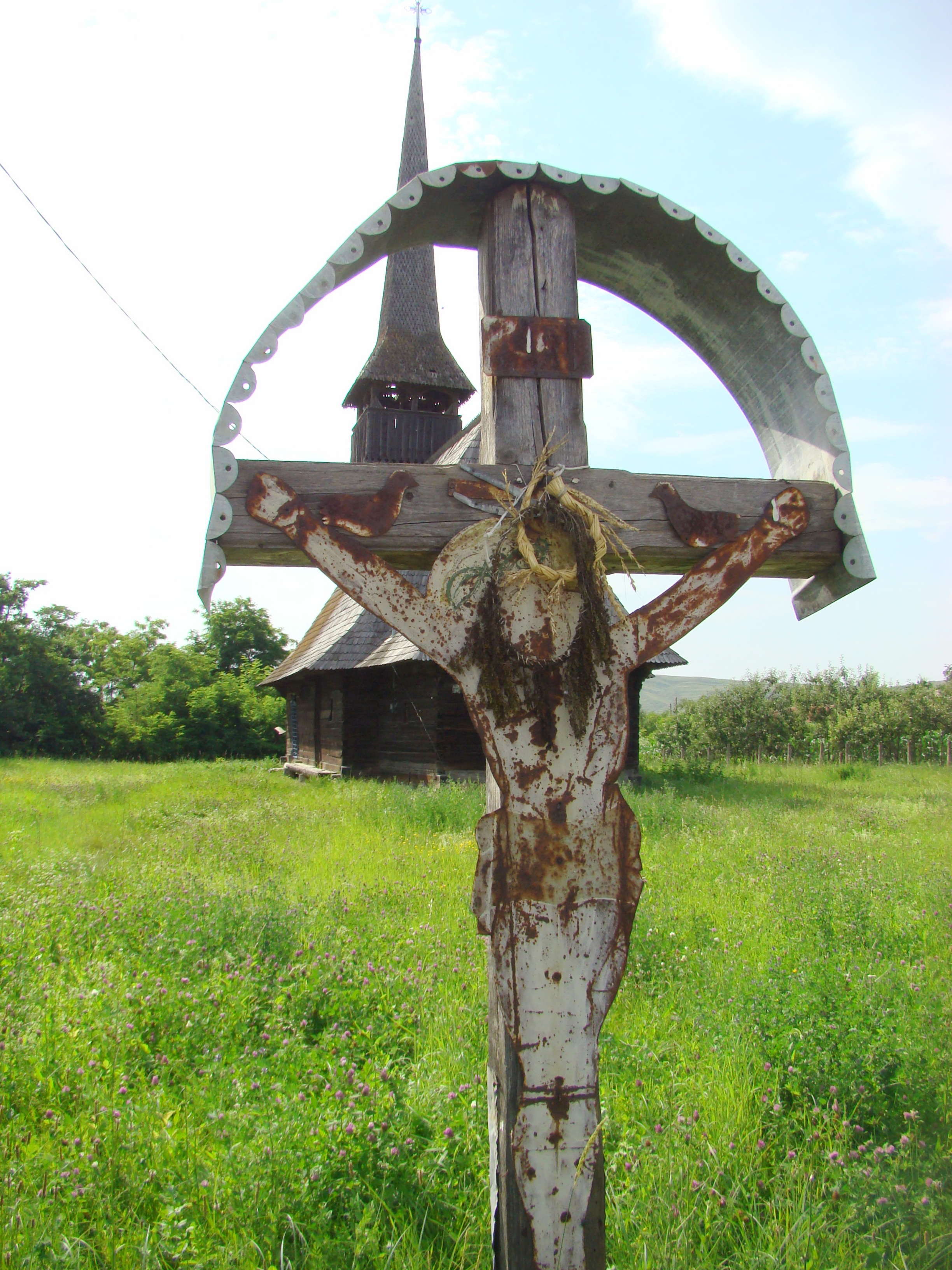
Troiţă
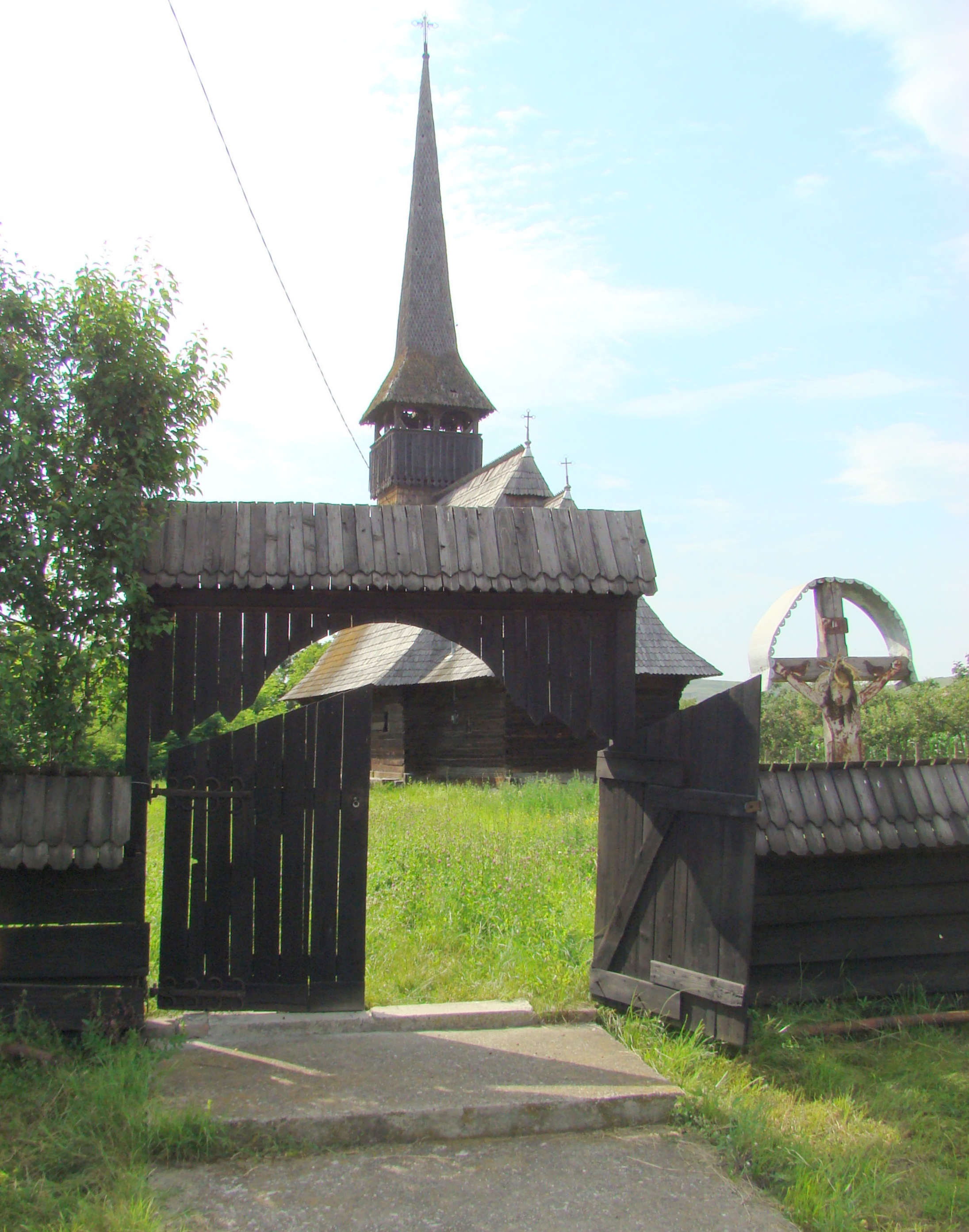
Biserica din depărtare
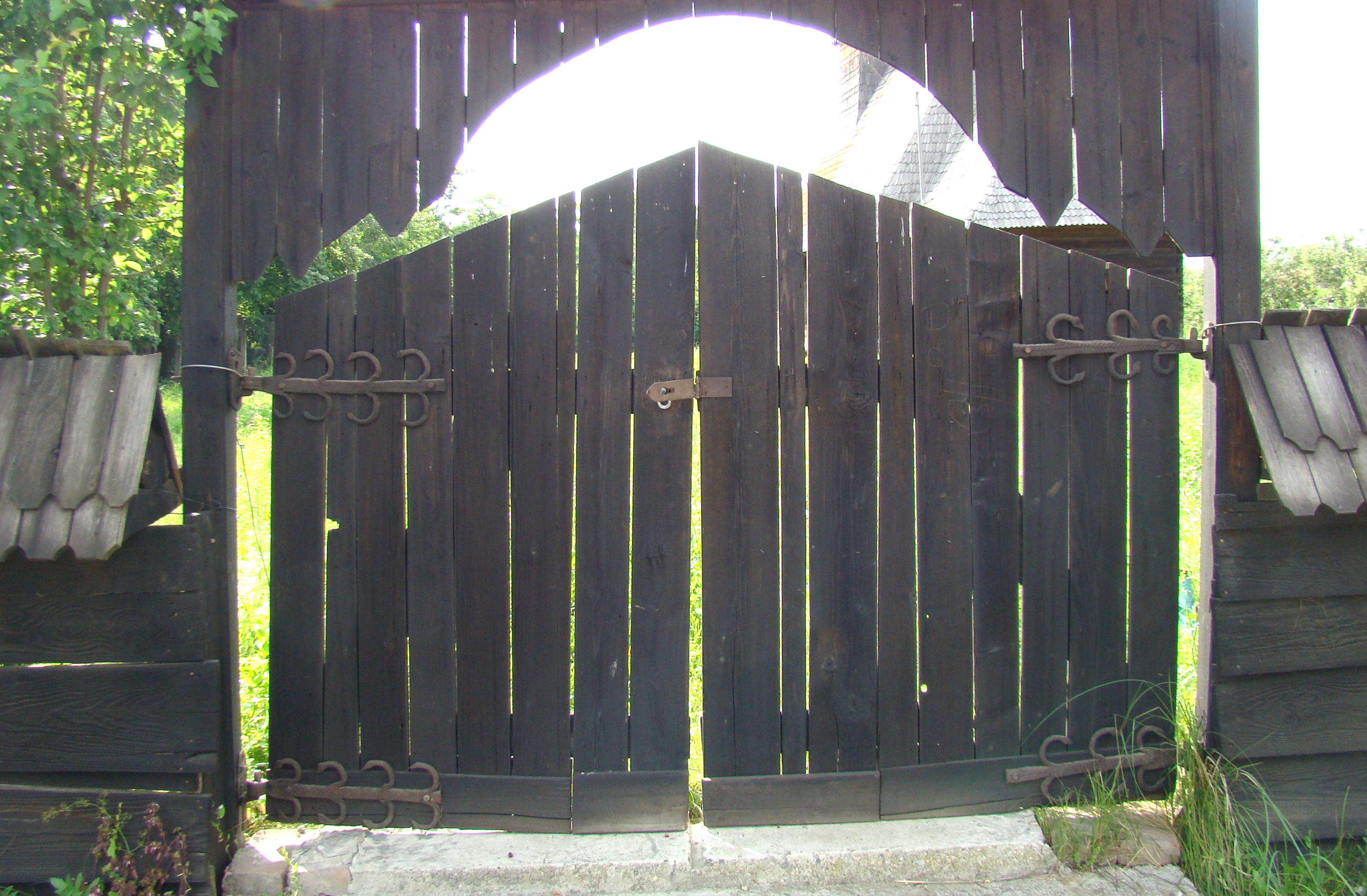
Poarta de acces în curtea bisericii
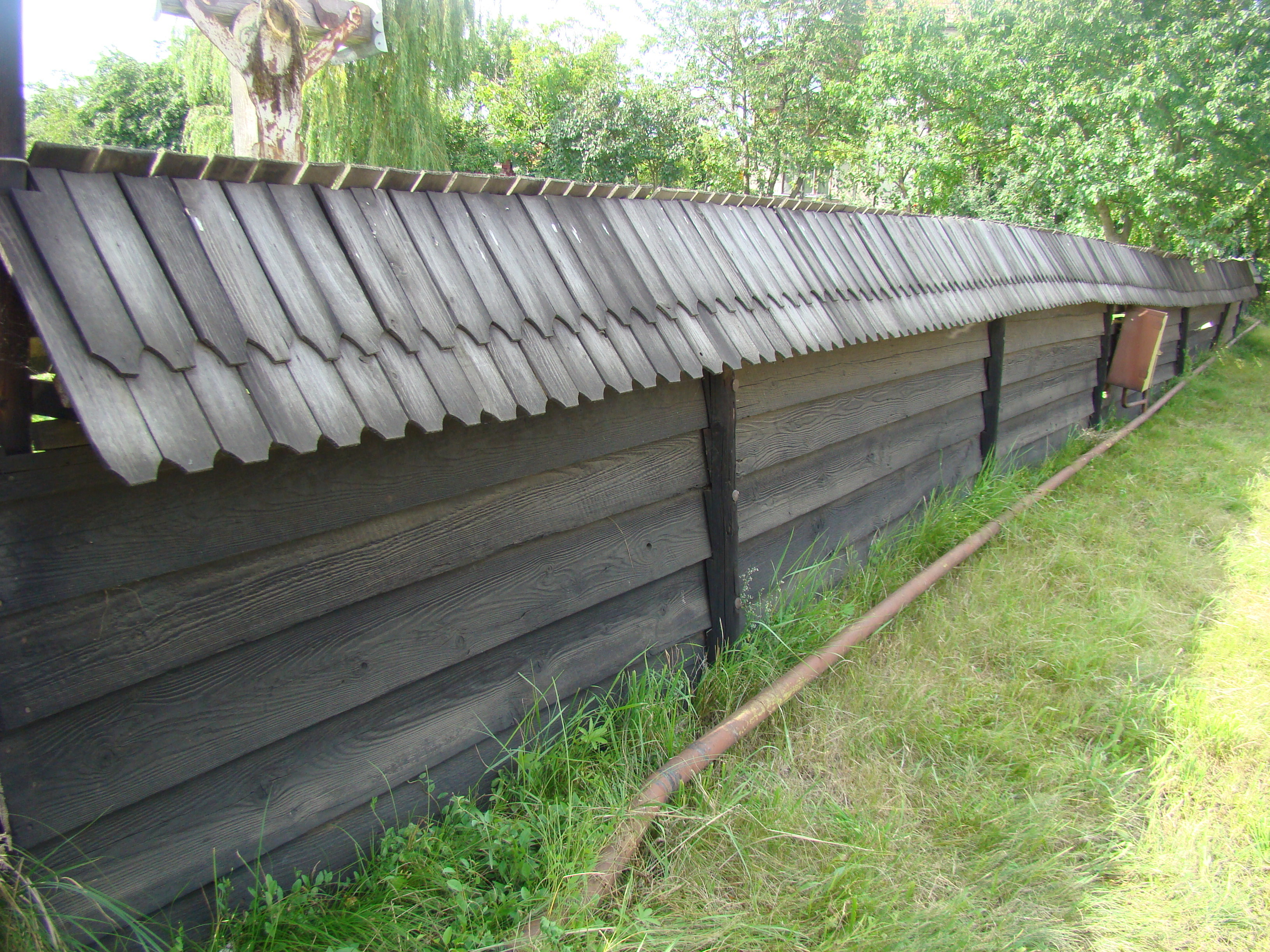
Gardul împrejmuitor
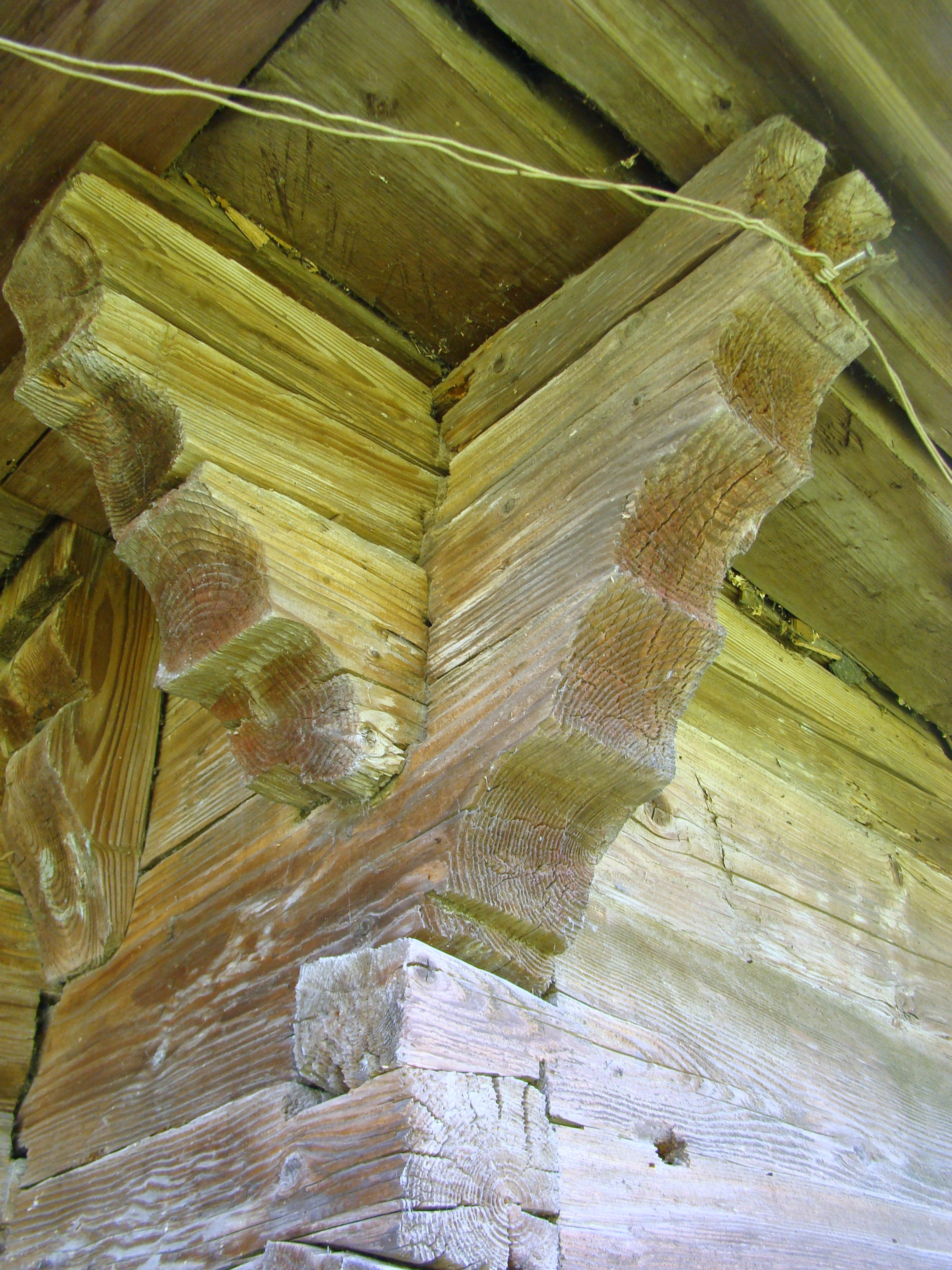
Console
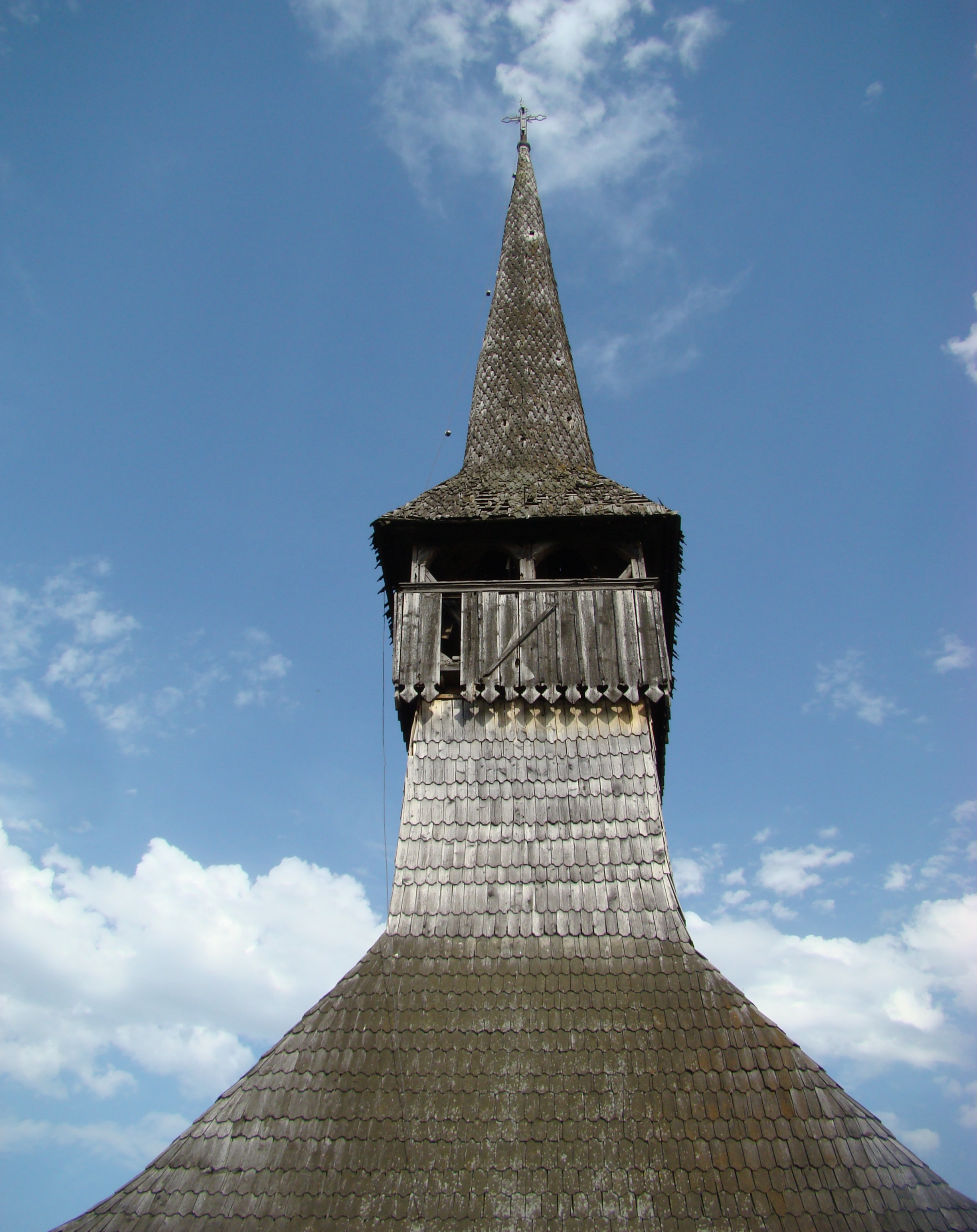
Turnul-clopotniţă
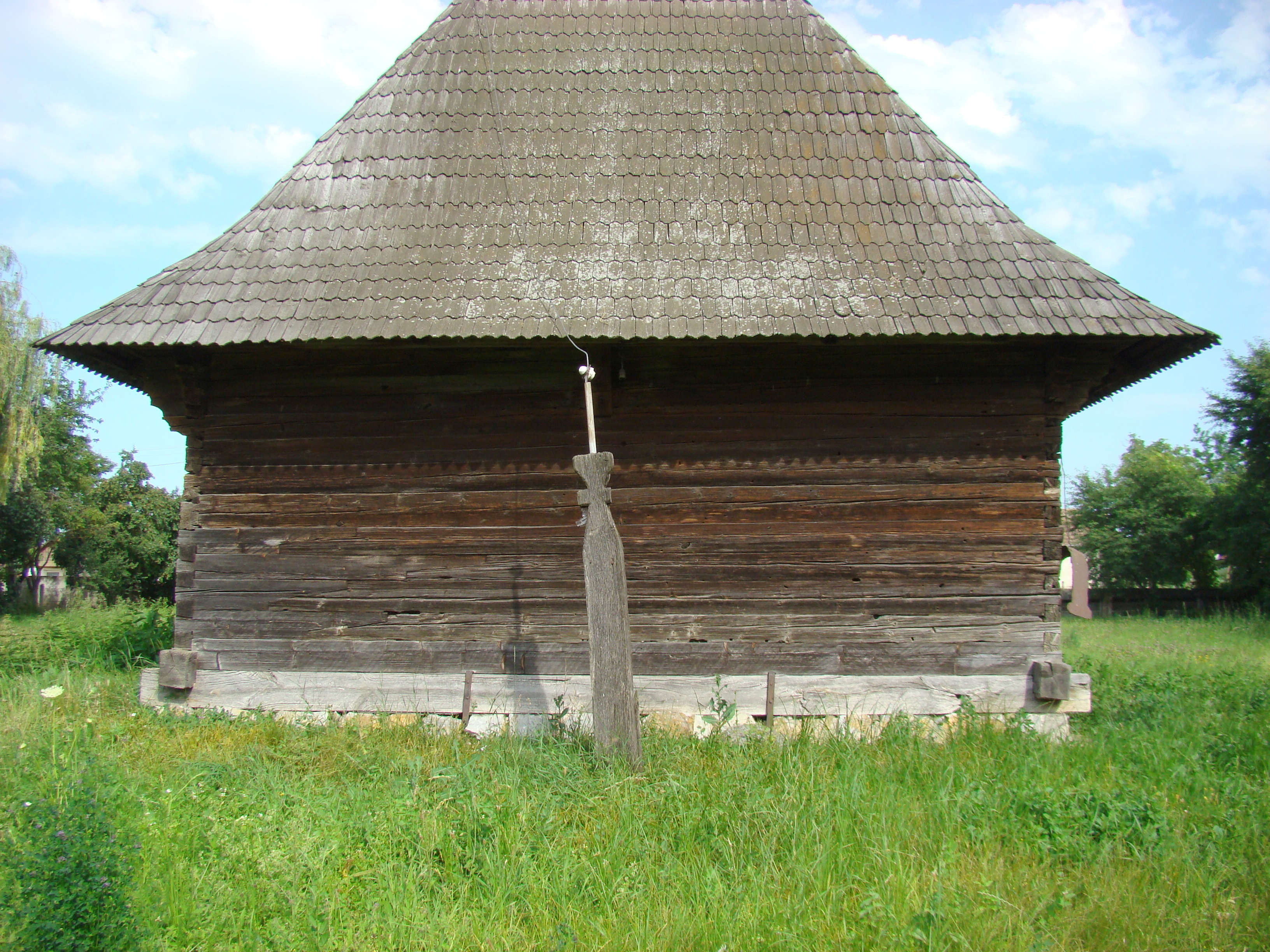
Butea bisericii (latura de vest)
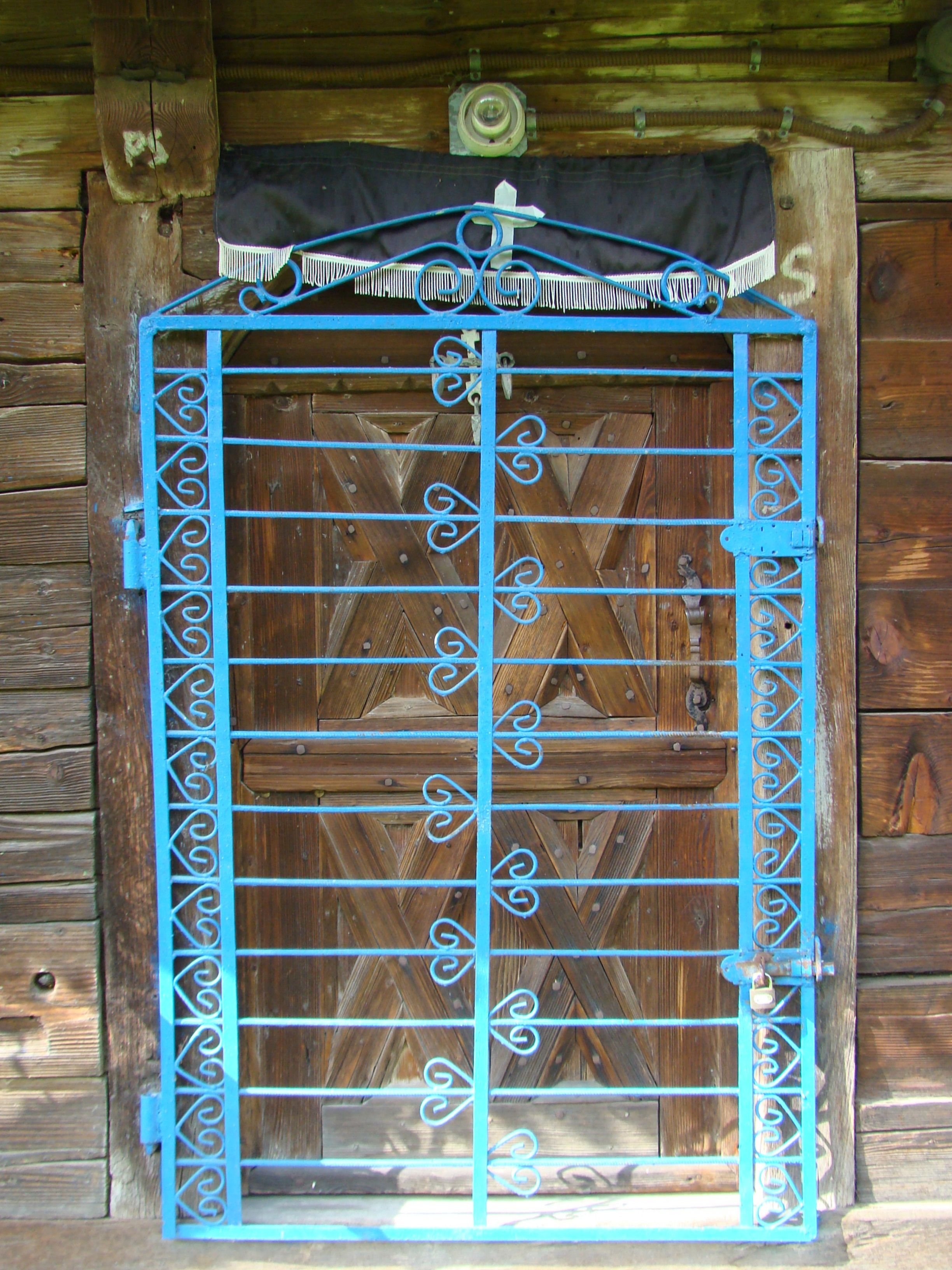
Intrarea în naos pe latura de sud
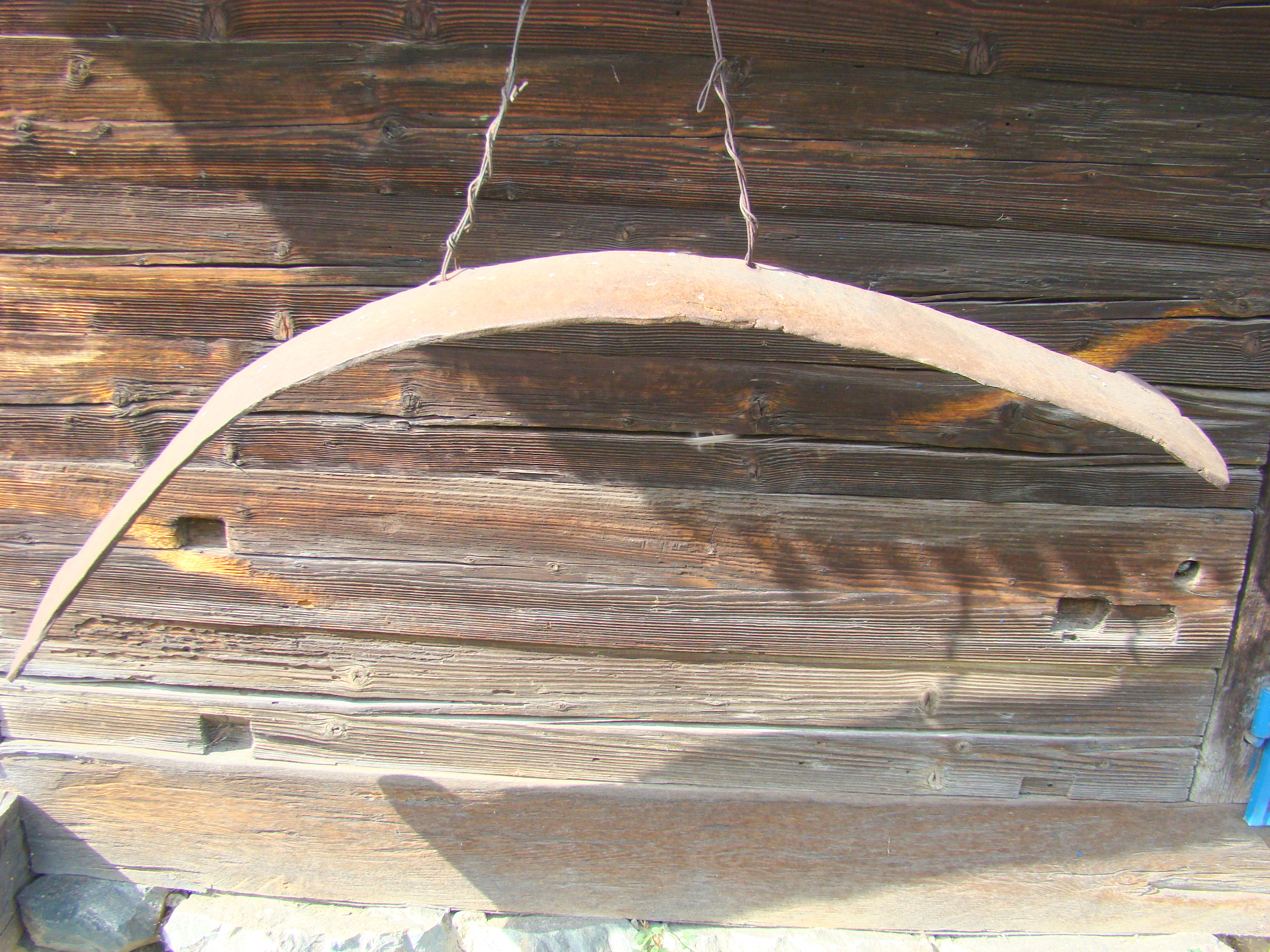
Toaca de fier

## Imagini din interior

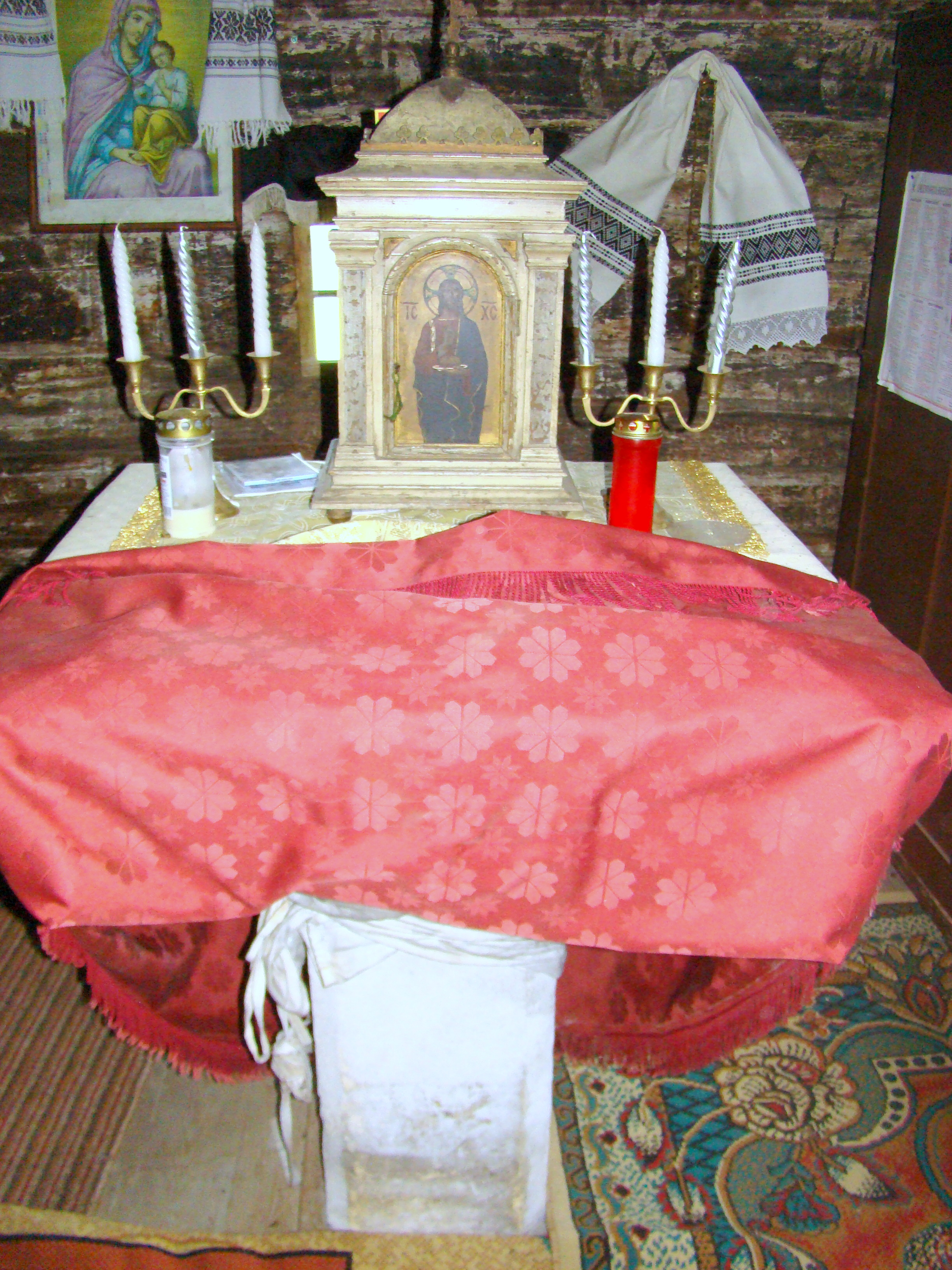
Masa altarului
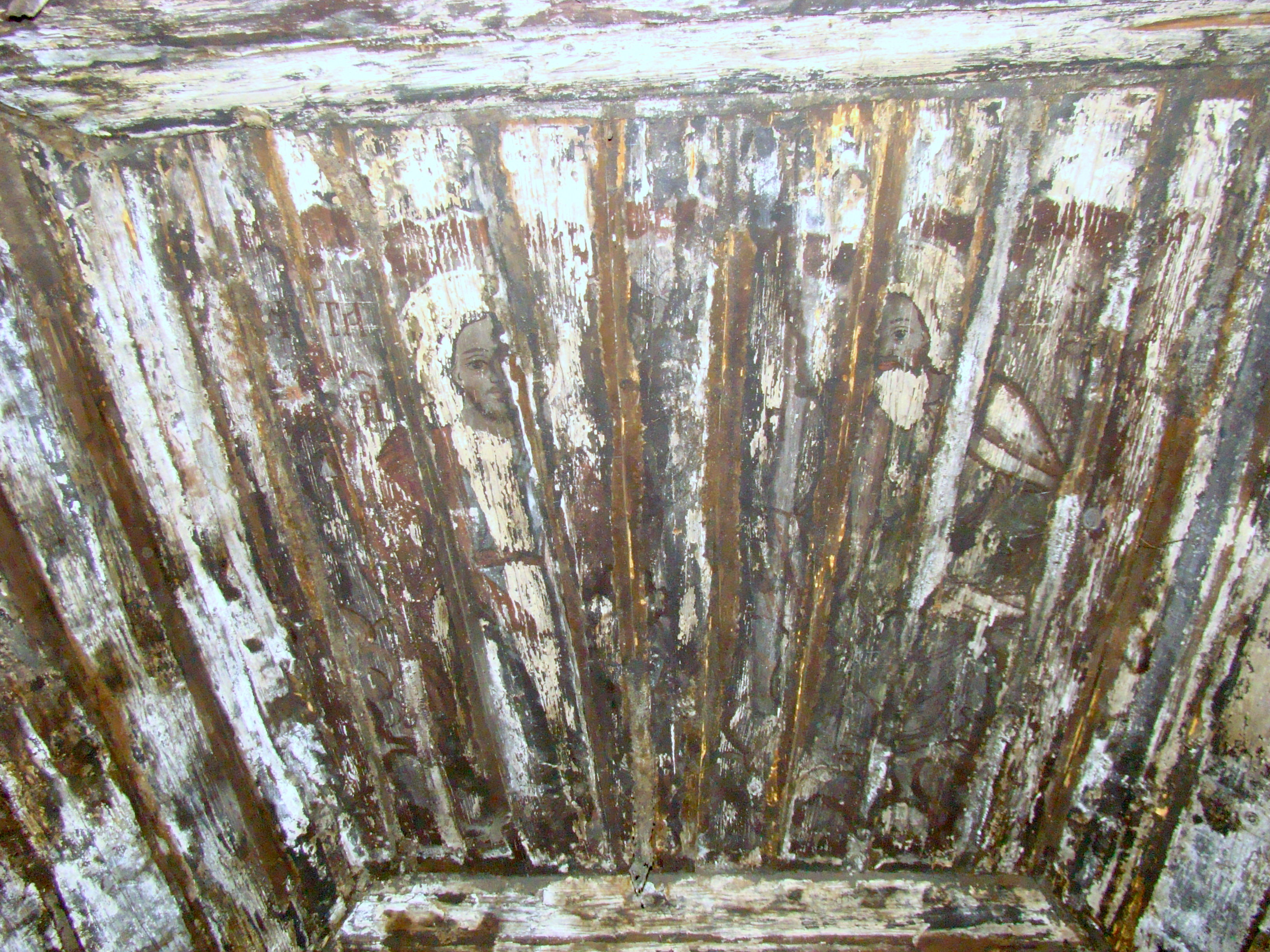
Sfânta Troiţă
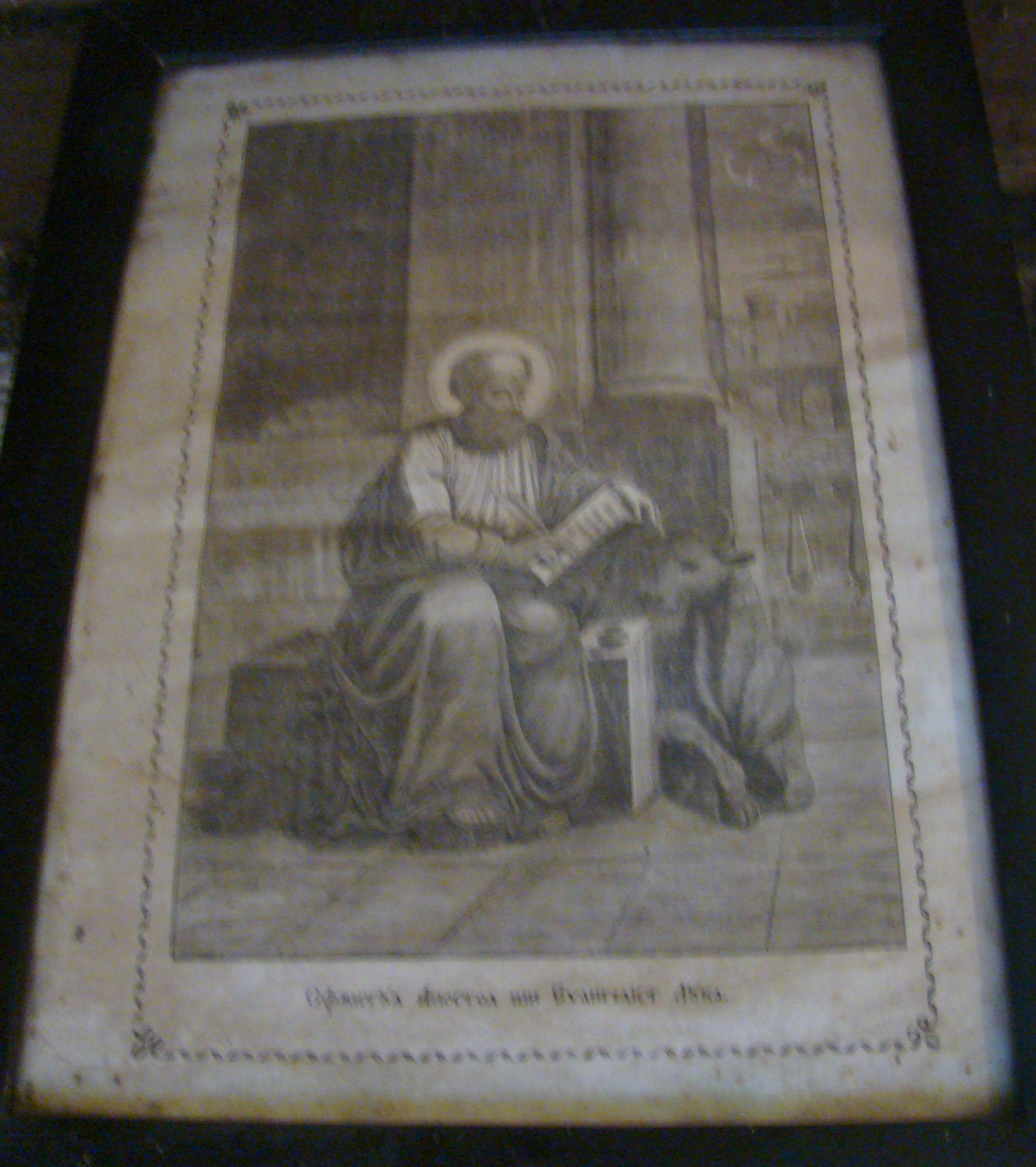
Evanghelistul Luca
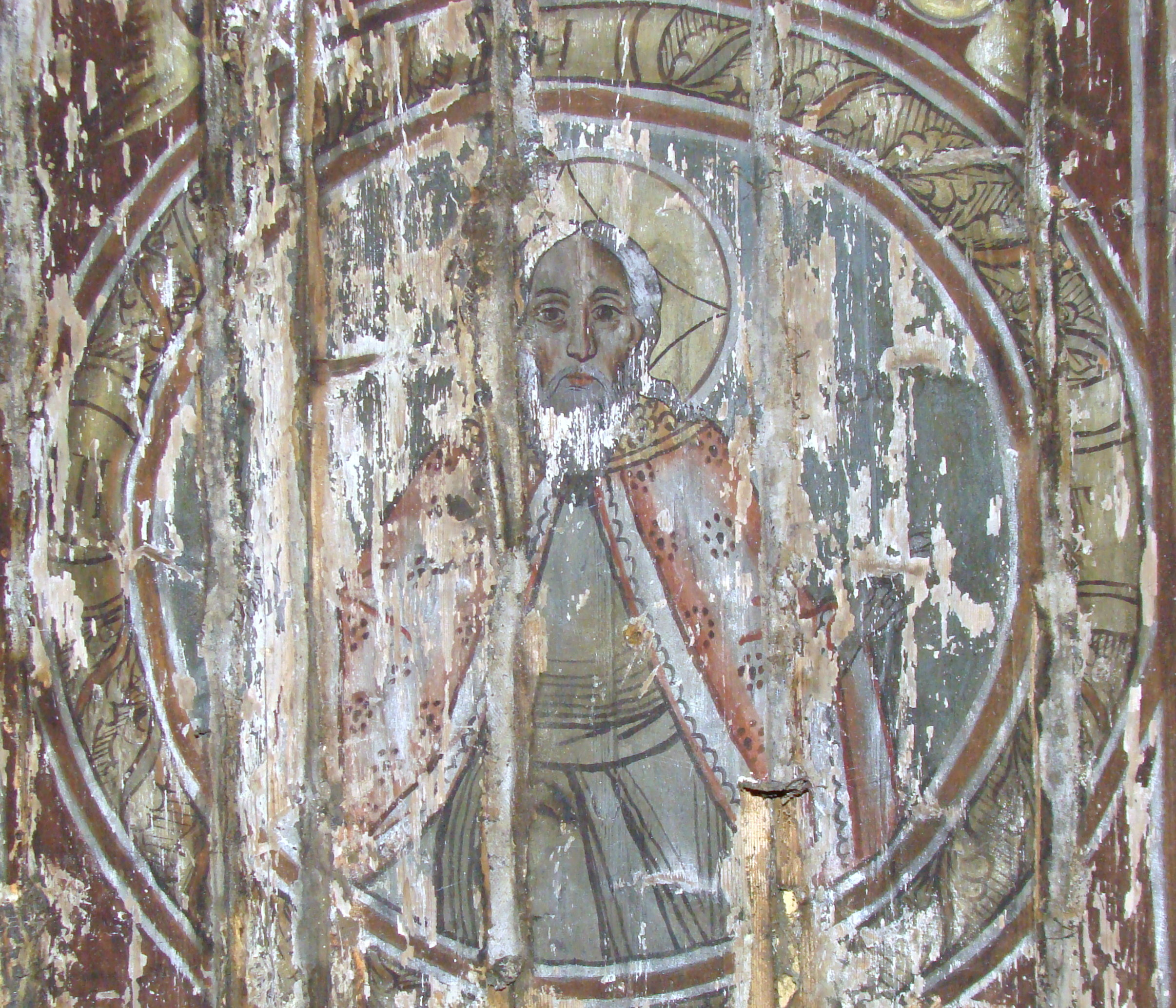
Bolta naosului: Tatăl-savaot
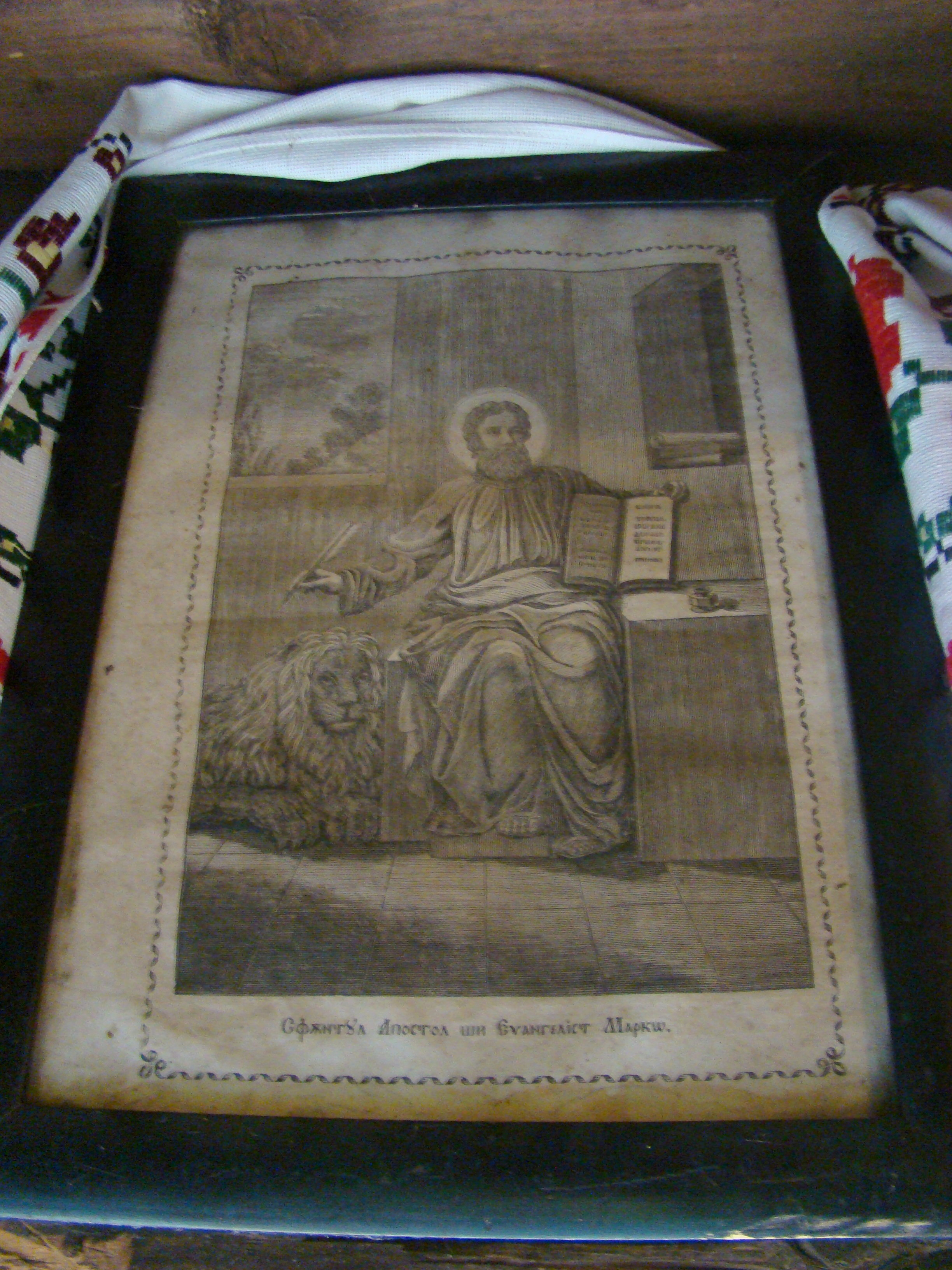
Evanghelistul Marcu
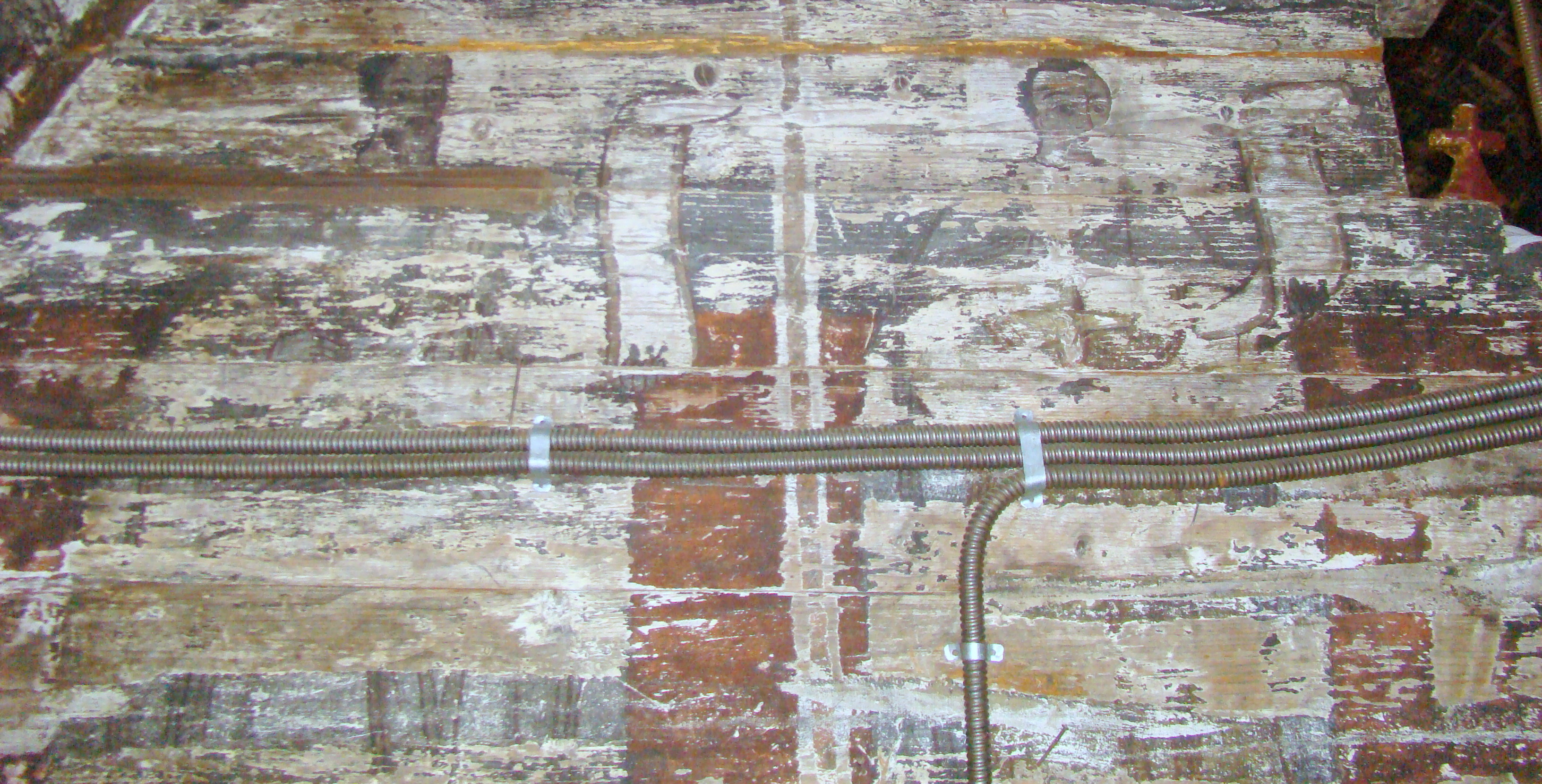
Fragment de pictură parietală în pronaos
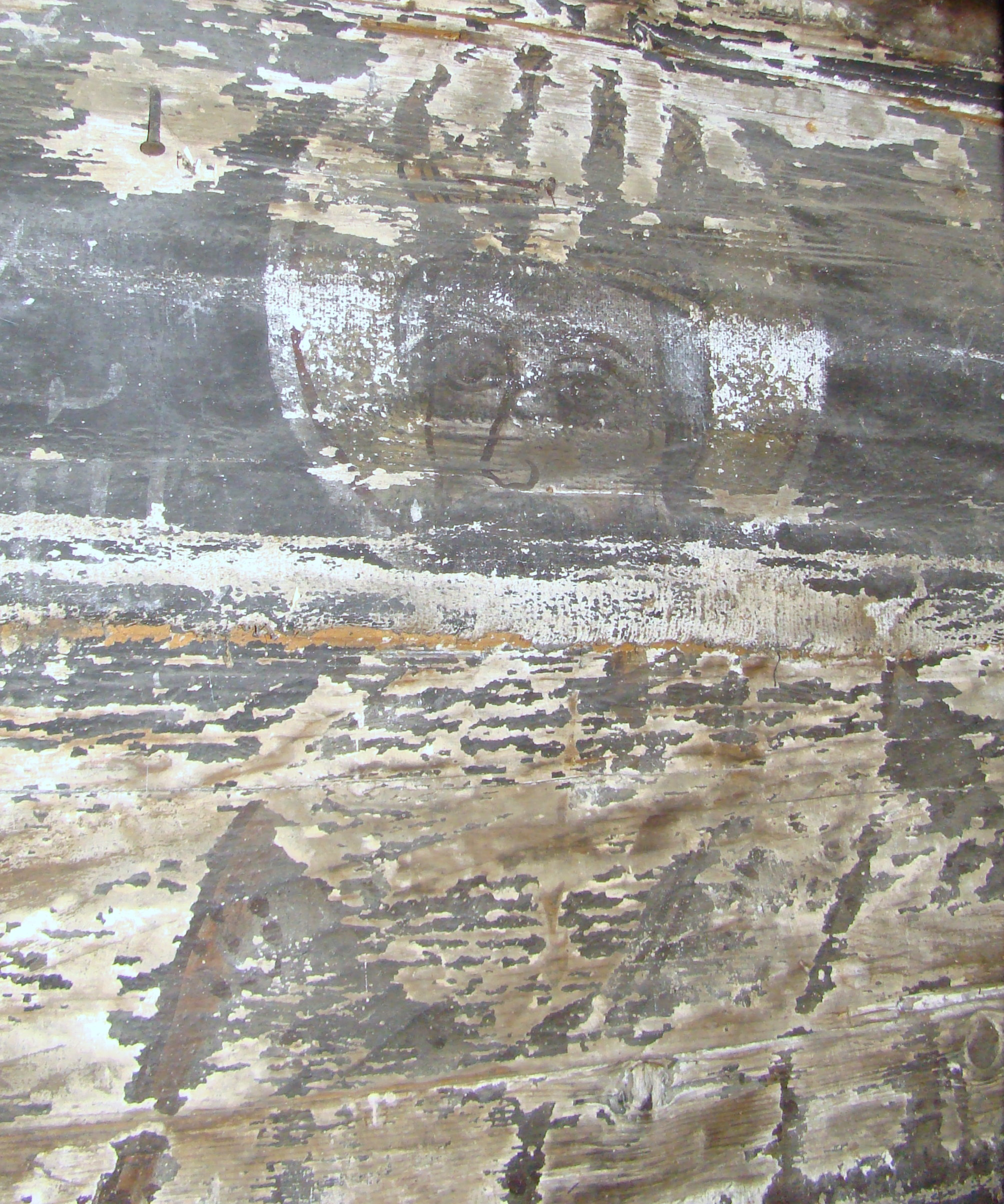
Altar: Sfinţii Părinţi
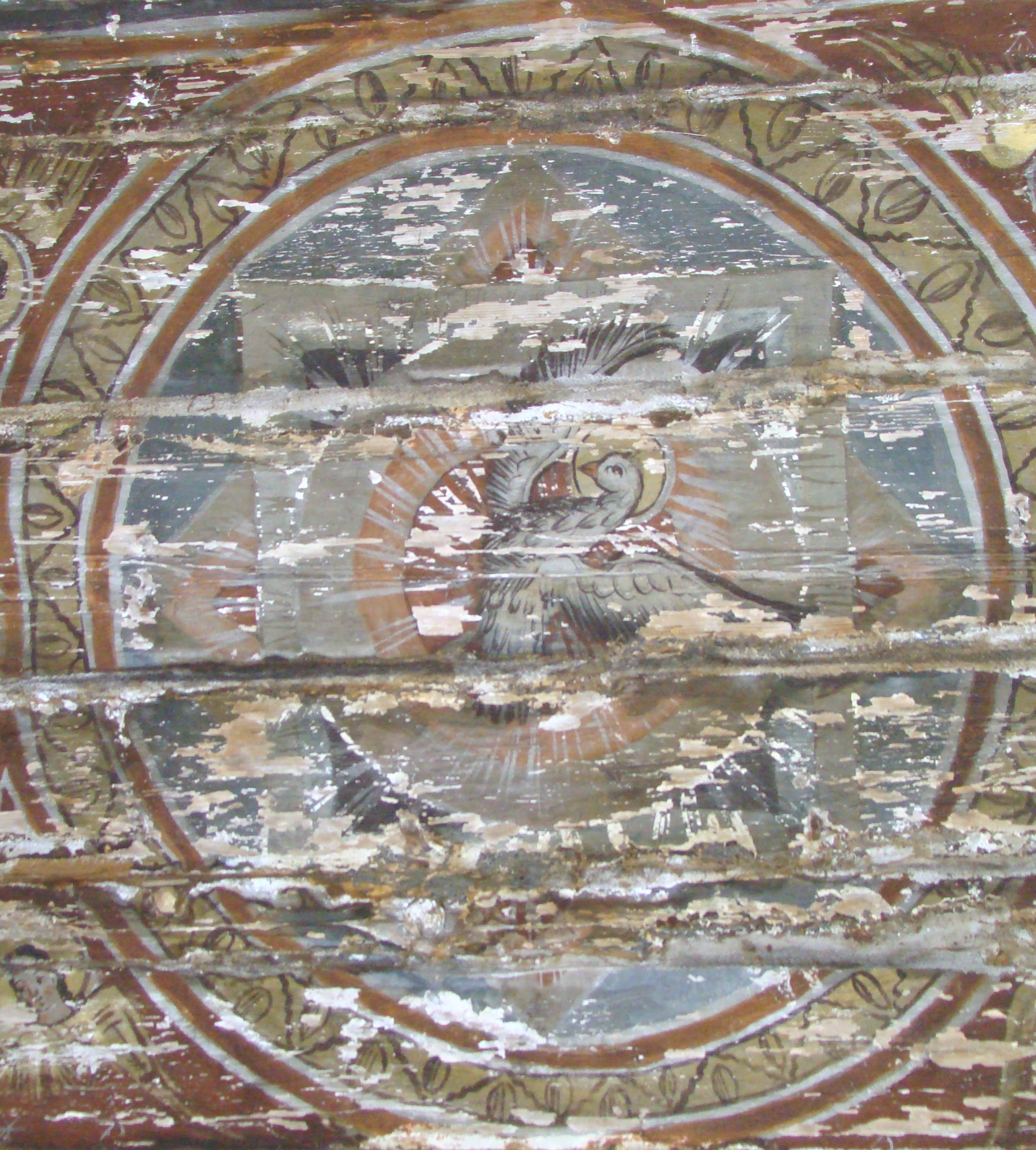
Bolta naosului: Sfântul Duh
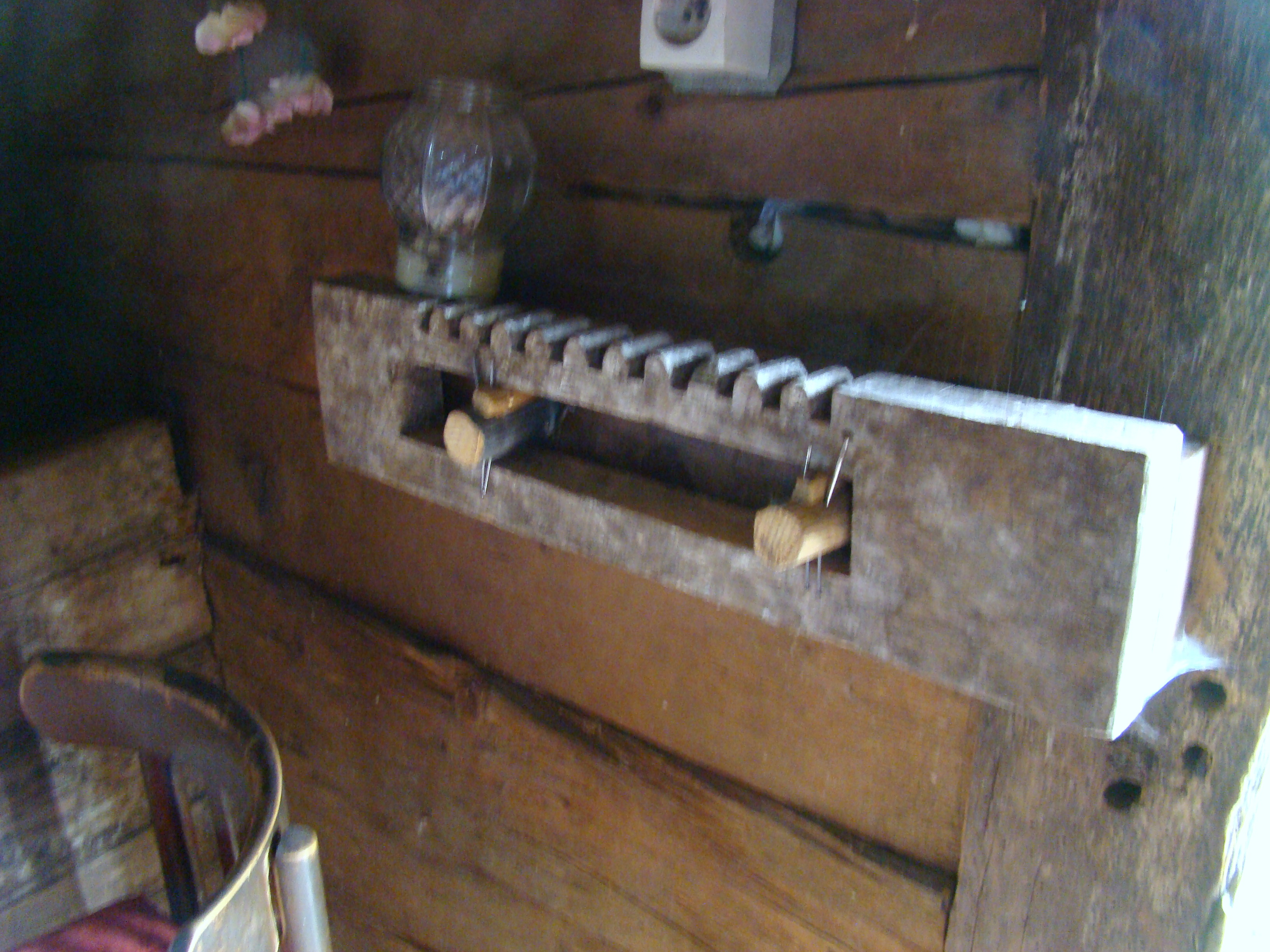
Încuietoarea de lemn
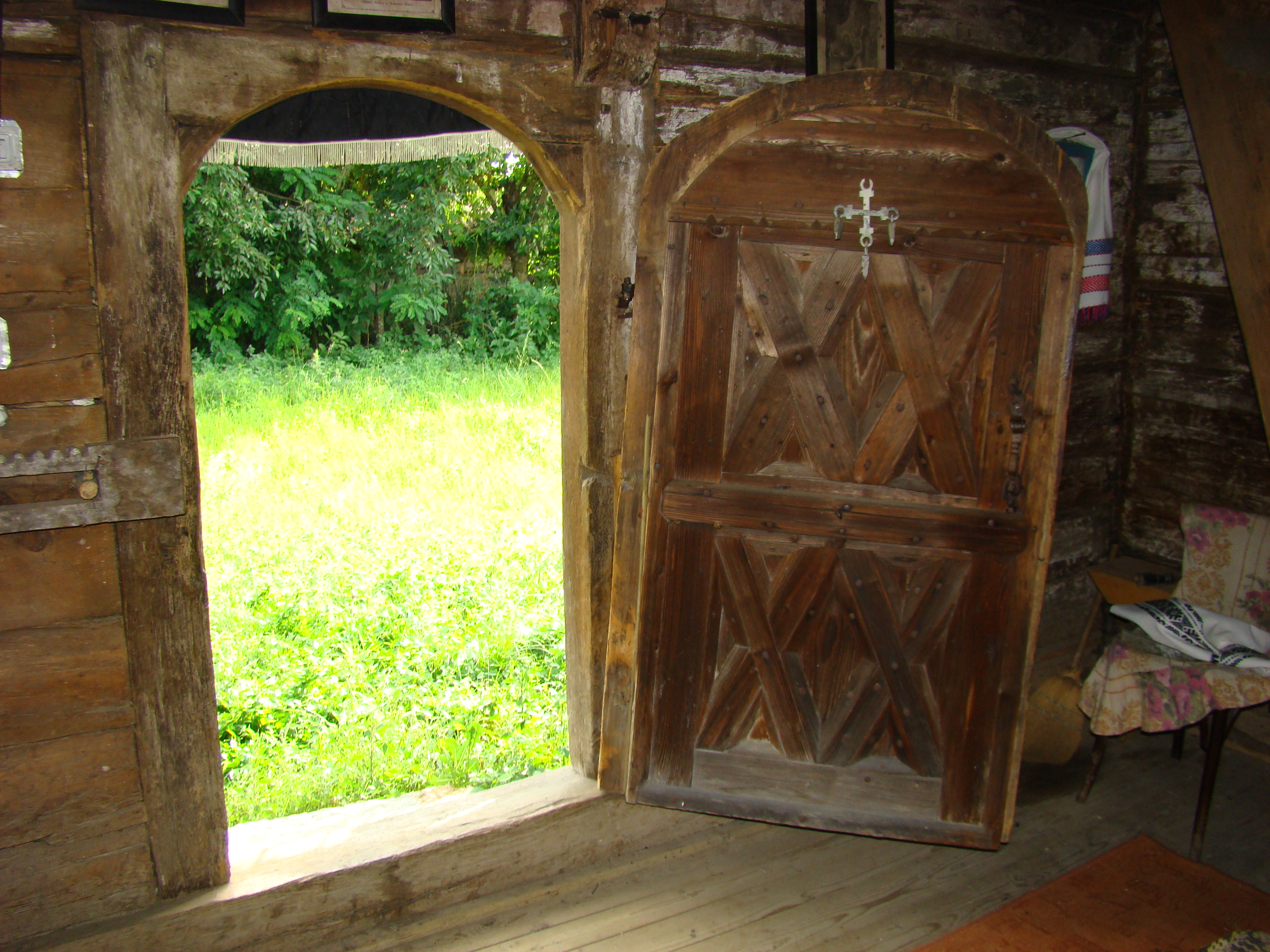
Dosul uşii de intrare în naos